# 變形金剛 (Skybound漫畫)
變形金剛(Transformers)系列漫畫是美國漫畫出版社映像漫畫公司董事會成員羅伯特‧柯克曼(Robert Kirkman)旗下的多媒體娛樂公司Skybound為孩之寶旗下的變形金剛系列所製作的一系列漫畫作品，由映像漫畫公司(IMAGE)負責出版。
2022年，先前負責出版變形金剛漫畫的出版社IDW出版社失去了《變形金剛》和《特種部隊》系列的漫畫版權後，新的變形金剛系列漫畫將由Skybound負責接手出版相關作品。2023年，Skybound出版此系列的第一本刊物：虛空敌手(Void Rivals，中文為暫譯)第一集，並定調稱此新的世界觀為「超能量體宇宙」(Energon Universe，中文為暫譯)。

## 出版書目
| 刊物                                    | 原文                                         | 出版日期                 | ISBN/UPC              |
| --------------------------------------- | -------------------------------------------- | ------------------------ | --------------------- |
| 虛空對手 #1                             | Void Rivals #1                               | 2023年6月14日            | 7-09853-03768-2-00111 |
| 虛空對手 #2                             | Void Rivals #2                               | 2023年7月19日            | 7-09853-03768-2-00211 |
| 虛空對手 #3                             | Void Rivals #3                               | 2023年8月23日            | 7-09853-03768-2-00311 |
| 虛空對手 #4                             | Void Rivals #4                               | 2023年9月27日            | 7-09853-03768-2-00411 |
| 變形金剛 #1                             | Transformers #1                              | 2023年10月23日           | 7-09853-03861-0-00111 |
| 虛空對手 #5                             | Void Rivals #5                               | 2023年10月23日           | 7-09853-03768-2-00511 |
| 虛空對手 #6                             | Void Riüals #1                               | 2023年11月23日           | 7-09853-03768-2-00611 |
| 變形金剛 #2                             | Transformers #2                              | 2023年11月23日           | 7-09853-03861-0-00211 |
| 公爵 #1                                 | Duke #1                                      | 2023年12月23日           | 7-09853-03854-2-00111 |
| 變形金剛 #3                             | Transformers #3                              | 2023年12月23日           | 7-09853-03861-0-00311 |
| 變形金剛 #4                             | Transformers #4                              | 2024年1月24日            | 7-09853-03861-0-00411 |
| 眼鏡蛇指揮官 #1                         | Cobra Commander #1                           | 2024年1月24日            | 7-09853-03970-9-00111 |
| 公爵 #2                                 | Duke #2                                      | 2024年1月24日            | 7-09853-03854-2-00211 |
| 變形金剛 #5                             | Transformers #5                              | 2024年2月24日            | 7-09853-03861-0-00511 |
| 眼鏡蛇指揮官 #2                         | Cobra Commander #2                           | 2024年2月24日            | 7-09853-03970-9-00211 |
| 公爵 #3                                 | Duke #3                                      | 2024年2月24日            | 7-09853-03854-2-00311 |
| 變形金剛 #6                             | Transformers #6                              | 2024年3月24日            | 7-09853-03861-0-00611 |
| 眼鏡蛇指揮官 #3                         | Cobra Commander #3                           | 2024年3月24日            | 7-09853-03970-9-00311 |
| 公爵 #4                                 | Duke #4                                      | 2024年3月24日            | 7-09853-03854-2-00411 |
| 變形金剛 #7                             | Transformers #7                              | 2024年4月24日            | 7-09853-03861-0-00711 |
| 眼鏡蛇指揮官 #4                         | Cobra Commander #4                           | 2024年4月24日            | 7-09853-03970-9-00411 |
| 公爵 #5                                 | Duke #5                                      | 2024年4月24日            | 7-09853-03854-2-00511 |
| 超能量體宇宙特刊 2024 #1                | Energon Universe Special 2024 #1             | 2024年5月4日。在FCBD發布 | 待補                  |
| 眼鏡蛇指揮官 #5                         | Cobra Commander #5                           | 2024年5月22日            |                       |
| 變形金剛 #8                             | Transformers #8                              | 2024年5月24日            | 7-09853-03861-0-00811 |
| 緋紅女郎 #1                             | Scarlett #1                                  | 2024年6月5日             |                       |
| 戴斯卓 #1                               | Destro #1                                    | 2024年6月19日            | 待補                  |
| 變形金剛 #9                             | Transformers #9                              | 2024年6月24日            | 7-09853-03861-0-00911 |
| 緋紅女郎 #2                             | Scarlett #2                                  | 2024年7月3日             | 待補                  |
| 戴斯卓 #2                               | Destro #2                                    | 2024年7月17日            | 待補                  |
| 變形金剛 #10                            | Transformers #10                             | 2024年7月24日            | 7-09853-03861-0-01011 |
| 虛空對手 #11                            | Void Rivals #11                              | 2024年7月24日            | 待補                  |
| 緋紅女郎 #                              | Scatlett #3                                  | 2024年8月7日             | 待補                  |
| 變形金剛 #11                            | Transformers #11                             | 2024年8月14日            | 待補                  |
| 戴斯卓 #3                               | Destro #3                                    | 2024年8月21日            | 待補                  |
| 虛空對手 #12                            | Void Rivals #12                              | 2024年8月24日            | 待補                  |
| 緋紅女郎 #4                             | Scarlett #4                                  | 2024年9月4日             | 待補                  |
| 變形金剛 #12                            | Transformers #12                             | 2024年9月11日            | 待補                  |
| 戴斯卓 #4                               | Destro #4                                    | 2024年9月18日            | 待補                  |
| 特種部隊 #1                             | G.I. JOE #1                                  | 2024年11月13日           | 待補                  |
| 變形金剛：史上最糟糕的機器人─見見原珠筆 | TRANSFORMERS: Worst Bot Ever: Meet Ballpoint | 2025年7月9日             | 978-1-5343-2799-3     |

### 風格

#### 《變形金剛》
《變形金剛》由丹尼爾‧沃倫‧強森(Daniel Warren Johnson)擔任作者、喬赫爾‧科羅納(Jorge Corona)擔任藝術家、麥克‧史派瑟(Mike Spicer)擔任上色師。

本刊的1~6刊是第一段故事線，在丹尼爾手下的《變形金剛》刊物的畫風相當致敬1980年代的漫威(Marvel)漫畫，像是變形金剛們的手掌，長的和人類的關節極其相似，而且造型雖然接近G1但是較為圓潤、有類似人類肌肉的曲線感。而在動作場面上，則非常具有張力，角色之間的戰鬥使用了許多摔角動作、也出現了像是斷肢等較暴力的描述。

喬赫爾‧科羅納在第7刊後加入主創團隊中，在《變形金剛》的第二段故事線，也就是7~12刊中由喬赫爾和丹尼爾共同擔任主創。但是丹尼爾宣布他會在《變形金剛 #24》之後離開主創團隊。目前得知的消息指出，將由羅伯特‧科克曼本人接續丹尼爾作為作者的位置，而麥克‧史派瑟將持續擔任上色師。

#### 《虛空對手》
《虛空對手》由羅伯特‧科克曼和洛倫佐·德·費利西(Lorenzo De Felici)負責，其先前曾一起合作過《遺忘之歌》(Oblivion Song)系列漫畫，並由馬修斯·洛佩斯(Matheus Lopes)上色。

本系列的畫風相當樸實，人物的擬真度不高、整體而言色彩質樸、線條整齊，其故事內容聚焦在兩之外星種族之間的故事，並不時穿插許多變形金剛G1系列的經典角色，1~6刊為第一段故事線，7~12刊則是第二段故事線。

本刊第一號《虛空對手 #1》在2024年9月獲得「Skybound Gold」，表示本刊在短期內進行了第十次印刷，成為超能量宇宙中第一個獲得此榮譽的刊物。

#### 特種部隊限量連載系列
在2023年開始，Skybound推出了一系列特種部隊相關角色的限量連載系列，分別是《公爵》、《眼鏡蛇指揮官》、《緋紅女郎》和《戴斯卓》，四本刊物均只有五期連載。

##### 《公爵》
由約書亞‧威廉森(Joshua Williamson)擔任作者，湯姆‧萊利(Tom Reilly)作為主要藝術家，而喬迪‧布雷爾(Jordie Bellaire)則作為主要上色師。

##### 《眼鏡蛇指揮官》
由約書亞‧威廉森擔任作者、安綴亞·米蘭(Andrea Milana)擔任主要藝術家，而安納麗莎‧李歐妮則擔任主要上色師，主要由眼鏡蛇指揮官的視角敘述他脫離眼鏡蛇之地後崛起、建立自己的勢力的故事。

##### 《緋紅女郎》
由凱莉‧湯普森(Kelly Thompson )擔任作者，馬可‧法拉利(Marco Ferrari )擔任主要藝術家，帶出了緋紅女郎、白幽靈、影嵐氏族等特種部隊中的經典角色和設定。

##### 《戴斯卓》
由丹‧沃特斯(Dan Watters)擔任作者、安德烈‧布雷桑(Andrei Bressan)擔任主要藝術家，內容聚焦在火星工業的領袖戴斯卓如何和眼鏡蛇指揮官合作、取得超能量體並與其他軍工企業周旋的故事。

#### 《特種部隊》
由《公爵》的創意團隊陣容負責，同樣由約書亞‧威廉森擔任作者、湯姆‧萊利作為主要藝術家、喬迪‧布雷爾任主要上色師。

## 設定
- 大戰

根據天王星在《變形金剛 #1》中的台詞，本世界觀中的大戰歷史相較其他版本動輒上百萬年的漫長戰爭要來的短上許多，在方舟號墜落到地球後，他們多數人在1980年代們被顯像一號修復好時，他告訴天火他們已經「打了幾百年的仗」，而在《變形金剛 #2》中，柯博文則更明確的表示他已經和狂派交戰了了兩世紀。在戰爭中，博派人數銳減，最後不得不搭乘方舟號(The Ark)逃離賽博坦，在銀河系中尋找奪回家園的方法，不過在航程中遭到密卡登等狂派襲擊，使方舟號最終墜毀在地球的加州。
- 特種部隊(G.I. Joe)

本作中，特種部隊是由霍克上校所創立的特殊軍事單位，為了應對變形金剛們帶來的威脅，由公爵擔任隊長。
- 超能量體(Energon)

就和大多數作品一樣，此設定中的超能量體是變形金剛的能量來源、食物，在《變形金剛 #2》中，柯博文曾經解釋，超能量體是取之自然中的能量匯集物質。不過也可以通過收集轉化人類能量獲得，並且根據同本中音波的解釋，可以透過某種圓柱體形狀的裝置將人類的能量轉化並收集起來。在《變形金剛 #3》中，天彎直接將圓柱體中當成某種飲料桶、以吸管飲用。
在《特種部隊》和《眼鏡蛇指揮官》的刊物中提到，此物質對地球科技來說是極為強勁的燃料來源，並成為眾人爭奪的目標。
- 至尊(Prime)

根據柯博文在《變形金剛 #2》的台詞，此版本的至尊頭銜和先前的其他多數版本一樣，是由歷代博派領袖傳承下的稱號。
- 憤怒年代(The Age Of Wrath)

首次在《虛空對手 #3》中被提及。一段宇宙中的特定年代，發生巨大的變動和破壞。目前宇宙各文明普遍將其歸咎於昆特紗人所造成。
本詞彙曾經在孩之寶2014年出版的《變形金剛：普萊瑪斯聖約》中被提及，在該作中，此指的是昆特紗人奴役賽博坦人、然後賽博坦人群起反抗、革命成功的年代。
- 聖環(Sacred Ring)

首次在《虛空對手 #2》中出現。在阿戈里人和澤頓人所處的恆星系中的巨大環狀機械結構。起初由兩族各自建造一半的半圓形，然後互相靠攏結合，創造了聖環後達到了幾千年的和平，但後來崩解。

### 種族
- 賽博坦人(Cybertronian)

變形金剛所屬物種，母星為賽博坦(Cybertron)。根據柯博文在《變形金剛 #2》的敘述表示，賽博坦曾經維持過一千年的和平和繁榮，但是在他誕生後很快就進入戰爭中。在博派撤離後完全落入狂派掌控。
根據蜥皮怪的台詞，賽博坦人和昆特紗人非常痛恨彼此，震盪波曾經將一個昆特紗人稱為「禍害」。
在本作中，賽博坦人有類似G1動畫中的飛行能力，但速度不快，因此對於像是天王星等變形為空中載具的變形金剛來說，大多數時候還是會以載具型態移動。
- 載具模式

載具模式似乎可以在本人昏迷的時候輸入，天火就曾經在方舟號的眾人都昏迷時為他們輸入地球的載具模式。不過新生賽博坦人也可能直接內建載具模式，像是碎顱就直接變形為卡莉的廂型車。
這部分的設定和G1動畫類似，差別在於在G1度動畫中，是由方舟號的無人機掃描地球載具後、在修復變形金剛時直接內建在變形金剛體內，此版本則由天火手動完成這個動作。
- 語言

在目前的刊物中，變形金剛們可以順暢地與人類、澤頓人、阿戈里人、蜥皮怪等外星物種進行交談，但並沒有多做解釋。天彎曾經使用「墮落金剛(Tha Fallen)」當作感嘆詞，艾莉塔則曾經用「普萊瑪斯(Primus)」當作感嘆詞，雙方人馬都曾經以「Sparkdamn！」作為咒罵使用。
- 部落(Clan)

首次在《變形金剛 #》中被跳崖者提及，在賽博坦上的基礎社會團體單位。跳崖者提到天王星殺死了他部落的全部成員。
跳崖者和柯博文都試著以部落的方式來理解人類的「家庭」。
- 鐵學徒(Iron Apprentice)

首次在《變形金剛 #8》被雅希提及。兩個個體之間的神聖關聯，一個年長者帶領一個年輕者，是一個部落的開始，雅希和馬格斯過去即屬於此關係，兩人必須隨時處在一起，即使在戰鬥中也是如此。根據同集中柯博文的台詞，本來只能建立在兩個賽博坦人之間，但是在雅希接受卡麗作為鐵學徒後被打破。
- 三重澤塔(Zerta Trion)

首次在《虛空對手 #5》被提及，五面法官禁止任何人提到這個字。實際上是一個過去的古賽博坦人，她是賽博坦人之中第一個起義反抗昆特紗人統治的變形金剛，並最終讓賽博坦自立。
「Trion」在本作中是賽博坦人的一種頭銜，在《虛空對手 #10》中被跳耀者提及，象徵偉大的智慧和威權，在賽博坦人中，只有兩個人曾經獲得過這個稱號。其中一人是本世界觀的原創角色Zerta trion。
這個頭銜在過去的變形金剛作品中通常僅屬於鈦師傅(Alpha Trion)，目前尚不確定其在本世界觀的定位和設定。
- 渦輪甲蟲(Turbosect)

賽博坦上的原生物種之一，一種綠色的小型機械蟲。普遍被誤認為有咬人的習性，其實相當無害，並且可以清潔月球二號基地上的機件。
- 火種源之井(Well of Sparks)

賽博坦上的一個地點，具有重要的象徵意義。在內戰開始後，長期被狂派所佔領，直到艾莉塔的反抗軍在跳崖者的推動下奪回這裡。具有創造新生賽博坦人的能力，跳者就用它部落成員的已是火種和卡莉的貨車投入裝置後創生碎顱者。
- 信標塔(Beacon of the Ancient)

賽博坦上的一個地點，和終極衛兵連接，依然在閃爍，不過終極衛兵已經很就沒有出現了、上次出現已經是戰爭前夕。
- 澤頓人(Zertonian)

外星種族之一，母星是澤頓尼亞(Zetronia)，長相類似人類，有著黃色的膚色，臉部具有綠色的寶石。
似乎和賽博坦有關，雖然是有機體，但是頭上的寶石可以用作輸入超能量體的接口，被跳耀者稱為「超能量體接受口」(Energon Port)。
和處於同一個恆星系的阿戈里人是世仇、相互憎恨恐懼，但是其實兩者是同一種族，不過因為長久的各自發展而產生不同的文化、價值觀、生活方式，對對方的瞭解僅限於戰爭、多數民眾已經不知道這件事。規定不得向阿戈里人透露姓名、也禁止在對方面前脫下頭盔。兩種族的科技也相當相容。
- 星翼(Star Wing)

澤頓人的太空船。
- 雷射翼(Blast Wing)

澤頓人的另一種太空船。
- 澤爾塔(Zerta)

澤塔人信奉的神祇。有其所屬的教團，被稱為女巫或是狂熱分子。
其名稱跟疑似賽博坦人Zerta Trion有關。
- 首相(Premier)

澤頓尼亞統治者，現任首相為札利拉克。
- 雷射兵(Blast Trooper)

澤頓尼亞的兵種，部署在監獄區外。卡尼拉曾和索麗拉偽裝成這種士兵以偷渡出監獄，
- 統一者

澤頓尼亞的秘密地下組織，以讓雙方達成和平、結合聖環的兩半為目標，由卡妮拉領導，成員包括像是奧圖姆這樣的小孩。
- 廢土(Wasteland)

位在澤頓尼亞北方區域的一片死亡區域，被認為一旦進入就必死無疑。
- 阿戈里人(Agorrian)

外星種族之一，母星為阿戈瑞亞(Agorria)，和處於同一個恆星系的澤頓人是世仇，雙方的戰爭逐漸耗盡了其恆星系中的所有資源。同樣禁止在對方面前脫下頭盔，甚至規定其國民有義務制服每一個所遇到的澤頓人，但是其實兩者是同一種族，阿戈里人的臉部具有橘色的寶石。就像澤頓人一樣，阿戈里人似乎和賽博坦有關，雖然是有機體，但是頭上的寶石可以用作輸入超能量體的接口。因為戰爭的關係缺乏各種資源，尤其是水資源。
- 助手(Handroid)

阿戈里人的會使用名為「助手」的輔助人工智慧，其形狀類似手套形狀，穿戴在手上使用。
- 疊空飛機(Jump Jet)

阿戈里人的太空船，具有超光速航行的能力，但是在過程中駕駛必須進入休眠狀態。
- 邊緣行者(Edgewalker)

首次在《虛空對手 #2》中被提及，在《虛空對手 #8》中實際出現，在前線活動，駕駛可以在高重力環境下作業的大型機甲。
達拉克曾經是其中一員。
- 昆特紗人(Quintesson)

住在昆特紗星（Quintessa）。其同顆星球的物種相當多變，在社會中具有不同的職能。
根據檢察官的台詞，昆特紗人在宇宙中普遍遭到敵視，被認定是憤怒年代的始作俑者。
根據蜥皮怪的台詞，賽博坦人和昆特紗人非常痛恨彼此。
根據五面法官的台詞，昆特紗人似乎和澤頓尼亞星有關，並稱其為「叛逆的孩子」。
最早出現在1986年的《變形金剛大電影》(Thransformers: The Movie)中，本漫畫中人物外觀設定大致都和G1世界觀符合。
- 檢察官(Proscutor)

首次登場於《虛空對手 #2》。以之一名昆特紗檢察官德茲米爾背鰭主人賦予了巨大的力量、和領導矩陣相對的黑暗矩陣，不過並不清楚其主人是指誰。
- 五面法官(Judge)

首次登場於《虛空對手 #5》，有五張臉的審判者，昆特紗社會的領導階層。
- 鯊魚精(Sharkcticon)

首次登場於《虛空對手 #5》，昆特紗人中較低階的生命，從事僕役等工作、或是做為劊子手。似乎不等的分辨敵我。
- 鱷魚精

首次登場於《變形金剛 #19》，較鯊魚精高階，體型也較高大。通常負責武裝護衛的工作。
- 昆特紗蠍

首次登場於《虛空對手 #3》，昆特紗星上的原生生命體，一種機械巨蠍，智能和動物相仿。被視為相當貴重的生命、會在各競技場作為鬥獸使用。
- 多米那斯星(Planet Dominus)

在《虛空對手 #5》被提及。昆特紗人控制的另一座星球，上面有競技場。出自變形金剛G1世界觀的頭領戰士篇章。
- 科學家

首次在《虛空對手 #9》出現，向五面法官說明他對於蜥皮怪提供的、達拉克和索利亞的拼湊船的發現，不過隨後被五面法官殺死。
軀幹和檢察官類似，不過頭部十分巨大、且臉部長得比較像人、有類似鬍鬚的構造。
- 星雲星(Nebulon)

首次在《虛空對手 #3》中被提及。很久以前曾經有過一段被稱為前巢穴時代（Pre-Hive Era）的時期，當時已經有太空文明。
本星球最早出現在變形金剛G1世界觀的《變形金剛：頭領戰士》（Transformers: Headmaster）動畫系列中，在美版頭領戰士設定中與變形金剛合作密切，跟變形金剛們如何達成頭領戰士、行動戰士、標靶戰士等技術有重大關聯。
- 人類(Human)

地球人。

## 角色

### 變形金剛
- 天火(Jetfire)

首次出場在《虛空對手 #1》裡。在此版本的外觀設定大致和G1動畫相符，是以紅白為主色調，身材比一般變形金剛高大，可以變形成一架白色、機腹掛有貨艙的巨大太空船，尺寸之大、甚至可以搭載複數名博派同伴。
賽博坦科學家，墜機在一顆荒涼的星球上，在大戰爆發之前就離開賽博坦了，甚至不知道柯博文成為博派領袖，之後在外星墜毀、以戰機模式沉眠上百萬年，並被達拉克和索麗拉意外喚醒。《變形金剛 #1》顯示，在他趕往地球後，發現了方舟號(The Ark)裡裡面中傷昏迷的兩派人馬，在收集的地球載具的一些數據後，啟動了顯像一號來將眾人維修、並重塑變形模式，之後在天王星準備屠殺方舟號內仍在昏迷中的博派金剛試圖阻止他，但慘遭射擊重傷。之後在天王星和天彎轟炸柯博文和飛輪時掩護他們撤退，最後仍因為傷重不治而死亡。
在《變形金剛 #8》之後被修復，但是因為超能量體有限被鎖定在載具模式，以巨型太空船的外觀成為博派們的移動載具，但是無法視聽或行動，感嘆為何不能讓他安息，並且對於被當成移動工具頗有微詞。在輪傑發現賽博坦訊號後首次出動，似乎不太信任由跳崖者駕駛自己，隨後因為被傳送門的巨大脈衝擊中而墜機，而在稍後博派撤退時未被帶走。一直到《變形金剛 #20》中才被巨浪和修復上線的銀箭打撈起來，但依然被困在載具型態。之後在方舟號遭到狂派襲擊後下落不明。
孩之寶在2025年公布將推出一款組合包，包括天火、索麗拉和達拉克，其中的天火是以2019年《圍城》的指揮官級(Commander Class)模具重突圍接近漫畫形象的塗裝推出，索麗拉和達拉克則是3.75吋人偶。這個組合包使天火成為本宇宙的世界觀中第一個推出玩具的變形金剛。
- 奧米茄(Omega Supreme)

在《變形金剛 #13》中，出現了一台外觀和G1版本的奧米茄類似的巨大變形金剛，在戰爭初期還維持繞行賽博坦軌道飛行的過程。在經過月球二號基地時因為天王星引發的巨大爆炸而注意到向他招手天王星等人、於是同樣向其揮手致意。不過並未明說他是不是終極衛兵、或是不是奧米茄。
體型非常巨大，遠超過城市大小、甚至在軌道上飛行時都可以從地表看見。

#### 博派(Autobot)

##### 地球
在方舟號墜毀在地球上之後，其上的博派除了跳崖者意外回到賽博坦之外都還在地球上。
- 柯博文(Optimus Prime)

首次出場在《變形金剛 #1》裡。此版本中的外觀設定大致上和G1動畫非常相似，獲得載具型態為紅藍配色的連結車卡車頭、並附有貨櫃，使用的武器為經典的離子爆彈槍(Ion Blaster)、右手花些時間後可以形成能量構成的斧頭、胸口中有領袖矩陣，此版本中的矩陣似乎有可以修復變形金剛的功能，在超能量體匱乏時一度想自我犧牲已修復其他同伴，但被飛輪阻止。一度裝上密卡登帶有融合炮的右臂，在此情況下仍可以變形，融合炮以類似煙囪的方式在車頭的右後方。
在狂派入侵方舟號後和密卡登纏鬥，右邊攝影機(右眼)被對方捏碎、但有成功以斧頭砍下密卡登的左臂、讓密卡登失足摔出方舟號。
在方舟號墜毀後持續昏迷，在天王星準備大開殺戒時成為第二個被顯像一號維修好的機器人、並獲得卡車的載具型態。立刻開始阻止天王星試圖殺害其他尚未修復好的博派同伴、與飛輪將其他成員裝進貨櫃中、炸毀顯像一號並帶著剛好在場的史派克和卡麗逃離方舟號。在《變形金剛 #2》中，來到天火死前建立在山洞裡的臨時據點，將貨櫃展開修復同伴，之後短暫讚嘆了地球的美，但意外踩死了一隻鹿，並對此感到深深惋惜，和史派克交談一陣子之後，因為天王星將公爵的戰機擊墜在發電場導致爆炸而被吸引注意，在躍崖者確認是攻擊後，便基於責任感打算前往阻止。
在《變形金剛 #3》中，在趕往發電廠的路上發現城市中的煙霧而轉向趕往酒吧、並以卡車型態撞飛天彎後與其交戰，雖然因為天彎的傳送門能力一度吃虧，不過很快伸出能量斧與之交戰，但右臂隨即先被史巴克以火箭炮重傷、又被天彎趁機進一步重創，不過在天彎試圖彈指殺死史派克時、硬生生將右手臂扯下當作武器、擊退了天彎，並載走受到流彈誤傷的史派克和需要解釋的史巴克父子。
在《變形金剛 #4》中，以受傷的狀態載著史派克和史巴克前往一間醫院，途中遭受天王星的追擊，但因為躍崖者的支援而成東抵達醫院，並在醫院和前來追擊的天王星、音波、轟隆隆、雷射鳥陷入交戰、一度因為斷臂而落於下風，不過因為飛輪和爵士的感到而成功逆轉局勢。在醫院失去電力的情況下使用了領袖矩陣，耗盡了其內部的能量、但是使醫院的設備恢復電力。之後和史巴克短暫交談、並為了鼓勵一名病童展現自己的變形能力。在和飛輪談話時表示，他堅持認為耗盡領袖矩陣的能量救助這些無辜的生命而不是自我修復出一支新的手臂是正確的，最後在飛輪的勸說下暫時裝上密卡登帶有融合砲的右臂。在來到水壩後，武史派克交談關於戰爭的經歷，並對自己的戰爭感到遺憾以及悲痛、覺得自己越來越像自己原先對抗的目標。之後狂派襲來時，同時使用自己的槍械和融合炮作戰、並以融合炮的強大火力射殺了反光鏡、擊退疾瘋和天王星。在天王星等人撤退後率領博派趕往方舟號、準備奪回船艦，但卻遭遇到組合成蹂躪者的工程金剛，雖然成功踹飛天王星、準備進入方舟，但是為了推走被裂雷突襲的史巴克而被蹂躪者抓住、並遭到重傷，之後雖然被雅希等人救回方舟內，但依然傷重不治、並卸下領袖矩陣、要求博派同伴必須接過，然而史巴克卻自我犧牲、走進矩陣中、使領袖矩陣再次充滿能量、讓柯博文身體恢復如新。之後柯博文保證會紀念史巴克的犧牲，並開始展開反擊，將蹂躪者突破艙壁中的手直接扯斷一根手指、同時以自己的槍械和融合炮開火、將其引誘到懸崖邊、之後將其摔出。在狂派撤退時向音波提供了和平的可能性，並防範住了對方的偷襲。之後試著安撫面臨喪父之痛的史派克，在飛輪並駕時突然看到史巴克的記憶畫面、撞出道路外，之後回到方舟，表示要對狂派趁勝追擊。詢問輪傑狀況後，要求他盡量不要損害天彎剩餘的部分，並目睹了天彎記憶中被天王星和音波拆成零件的畫面，在卡麗打算射殺他阻止她，但卡麗仍意外擊發火箭炮，並在天彎主動修復輪傑的雙腿後向卡麗說明，但卡麗跑走了。之後柯博文在充電板上再次看到過去史巴克照顧兒子的記憶，在聽到天火的呼喚後向他說明了現況、不得不把天火修復為載具模式，並且陪伴困在黑暗中的天火。在得知輪傑發現賽博坦訊號後準備出動，本來打算制止卡麗，也不太同意雅希接收人類作為鋼鐵學徒，並要求兩人待在方舟，和輪傑一起防禦方舟號，並關照史派克，之後就搭上天火了前往發現訊號的海底，並在天火墜機展開戰鬥，和從賽博坦來的震盪波打架落於下風，之後在艾莉塔的勸說下不得不拋下同伴撤退。回到方舟號後，對於拋棄同伴依然耿耿於懷。之後與艾莉塔交談到他離開後賽博坦的慘況並感到抱歉。和輪傑計畫以天彎的傳送能力對海床上的報應號發起突襲、即時阻止震盪波殺死跳崖者。在計劃失敗、增援部隊的馬格斯逃跑後一度處於下風，但在卡麗的突襲後發起反攻、和艾莉塔合作絆倒蹂躪者摧毀收割者，在進入傳送門後回到賽博坦，輕鬆解決了留守的戰鬥金剛後、再次和震盪波對峙，先射斷他的手炮後將其壓制在地，突然在眼中看到史派克的幻象和在密卡登的右手的幻象、並捏爆震盪波的頭部。之後打算帶跳崖者回到地球時艾莉塔卻摧毀了傳送門並要求柯博文留下來，但是柯博文不願用榨乾地球的能量來恢復賽博坦、並摧毀了震盪波的儲備設施。之後和部分的賽博坦出現在地球軌道上空、墜入大氣從並開始燃燒，但成功被巨浪所救。之後回到方舟號，目睹雅希等人離去，並和爵士、輪傑前往人類城市救災，但是遭到人類軍隊攻擊後撤退、途中一度變得暴戾、差點雖毀人類軍隊的坦克車。和輪傑等人回到水壩處，試圖增加援兵，但是隨即遭到狂派突襲、成功撤退，但是因為幻象的影響、用融合炮摧毀水壩、導致水壩潰堤。但是拒絕輪傑回方舟號的提議，率領輪傑、爵士、破路先鋒前往西雅圖救援受到狂派波及的民眾，在密卡登出現後宣布撤退。之後在方舟號上和史派克交談、提到他無法自我控制、想法個性也不太一樣、並說明領導矩陣的運作原理、並很高興看到航空金剛的回歸。稍後接受輪傑的檢驗、發現領導矩陣的能量恢復完全停滯、就像被感染一樣、並立刻遭到狂派攻擊、但卻被右臂控制、差點對友軍開火，在方舟號直接消失時墜入岩洞、但無法自我控制、請求博派同伴射斷他的右臂，之後被速博利昂救出、一度因為密卡登的射擊掉落、並試著救回彈弓、但再次被速博利昂時起後離去。
- 輪傑(Wheeljack)

首次出場在《變形金剛 #1》裡。此版本中的外觀設定大致上和G1動畫非常相似。
在方舟號墜毀後持續昏迷，在天王星試圖殺害其他尚未修復好的博派時，被裝進柯博文的貨櫃中後逃離方舟，在《變形金剛 #2》時還躺在柯博文的貨櫃上、待修復，在《變形金剛 #4》時正在被飛輪修復，但是因為飛輪和爵士緊急前往支援柯博文而只好暫停。在《變形金剛 #5》，因為飛輪需要他的技術支援所以以僅剩的能量修復了他的上半身，輪傑雖然對此頗有抱怨，但還是修好了水壩的渦輪發動機、並向史巴克表示這座渦輪發動機可以「供應城鎮十年的能量」。在博派反攻成功後來到方舟號，但因為天彎的阻攔而無法修復同伴，依然維持下半身是履帶平台的狀態，只能手動、逐一修復博派金剛，並表示他們需要追查狂派的設備，在和柯博文一起討論天彎的問題並一起觀看了天彎的記憶中被拆成零件的影像，之後因為雅希阻止了天彎被殺死、所以讓天彎修復了輪傑的下半身。之後告訴柯博文他們發現了賽博坦訊號。在其他人出發時，和雅希跟卡麗一起試圖回到水壩、回收渦輪發動機，不過在路上遭遇人類抵抗者，所幸卡麗化解衝突。成功把渦輪發動機裝回方舟號，對馬格斯的回歸感到高興，但是在知道飛輪死亡後錯愕、並離開眾人獨處。之後表示自己在沒有飛輪的情況下無法將馬格斯完全修復，但是成功用願意合作的天彎開啟傳送門也準備了大量的武裝，並隨後與馬格斯一起進行第二次增援。回到方舟號上之後、試圖理解柯博文看到的幻象、但無法解釋，只能猜測跟史派克走進領袖矩陣中有關。之後和柯博文一起前往人類城市救災、但遭到攻擊而撤退，並來到水壩，成功恢復破路先鋒、但隨即遭到狂派攻擊、之後成功撤退。在柯博文不售控的向水壩開火後、試圖勸他先回到方舟號穩定手臂的狀況，但失敗，之後一起到西雅圖嘗試救援民眾、但也在密卡登出現後跟隨柯博文撤退。回到方舟號後讓航空金剛們重新上限用罄了能量、並在檢驗柯博文後、表示他的領導矩陣幾乎沒有恢復任何能量、彷彿被感染了、之後就遭到狂派襲擊、並在方舟後消失後和其他人一起撤退。
- 飛輪(Ratchet)

首次出場在《變形金剛 #1》裡。在方舟號墜毀後持續昏迷，直到被顯像一號維修好，成為第三個被維修好的變形金剛，並獲得救護車的載具型態。在天王星試圖殺害其他尚未修復好的博派時，身為少數率先被修復好的博派成員、協助柯博文將其他成員裝進柯博文的貨櫃中後逃離方舟。在《變形金剛 #2》時，是唯三被修復完成的博派成員之一，表示因為天火的設定，他們的被修復並獲得地球載具型態時，他們的賽博坦機能都還在，而且透過廢棄採礦場中的金屬和柯博文的戰術拖車他就可以修復其他人，唯一的問題是超能量體用罄。在《變形金剛 #4》中，收到柯博文的通訊、帶著柯博文的戰術貨櫃和修復完成的爵士前往醫院支援、擊退狂派們，但是也表示了反對柯博文耗盡領袖矩陣的能量幫助人類，最後為了應急為柯博文裝上密卡登的右手臂。在史巴克帶領眾人來到水壩後，之後用剩餘的能量修復了輪傑的上半身，使其可以修好水壩的渦輪發動機，並成功復原了雅希，不過隨後遭到攻擊，被雅希撲倒才免於一死。之後又修復好了爵士，並參與柯博文之後對方舟號的反攻，但是遭到工程金剛的攻擊。在爬進方舟號內時被蹂躪者抓住右腿、只好強行關上閘門、自斷右腿，之後判定柯博文的傷勢太過嚴重而無法修復，隨後狂派突破進入。在博派成功佔領方舟號之後被輪傑修復，並和柯博文一起去醫院看望史派克。再把天火修復一定程度的載具模式後，和柯博文一起向他說明當前狀況。在輪傑發現賽博坦訊號後搭乘天火前往，在天火墜機後和狂派交戰，並替跳崖者擋下一槍而死亡。
此版本中的外觀設定大致上和G1動畫非常相似，載具型態是救護車。
- 雅希(Arcee)

首次出場在《變形金剛 #1》裡。在方舟號墜毀後持續昏迷，在天王星試圖殺害其他尚未修復好的博派時，和其他成員被裝進柯博文的貨櫃中後逃離方舟。在《變形金剛 #5》中，成為渦輪發動機修好後第一個修復的對象，復原後第一件事就是撲倒即將被擊中的飛輪，之後協助其修復爵士，並在卡麗從水壩上掉下時首次展現載具型態、開上水壩將卡麗接進車內，之後參與柯博文之後對方舟號的反攻，但是遭到工程金剛的攻擊。在柯博文被蹂躪者抓住時率領其他博派涉及蹂躪者、使其放下柯博文後、趕緊將其搬回方舟號，在飛輪表示柯博文已經無法修復時感到震驚悲痛。在狂派突破艙壁時與裂雷交戰。在博派佔領方舟號主動向卡麗攀談，向她談到憤怒的自毀性，並提到自己年輕時被馬格斯所救，並接受其教導，但是復仇心切之下卻害死馬格斯，但卡麗對此並不領情。之後回到方舟號和輪傑等人討論計策。之後帶著跳崖者去湖邊找卡麗和史派克，並在卡麗回到方舟號意外擊發火箭砲射殺天彎時以自己的身體擋住火箭砲，之後到卡麗的拖車找到她時，因為超能量體不足而尚未從火箭砲的轟擊中修復。在輪傑發現賽博坦訊號後本來要一同前往，但是接受了卡麗作為鋼鐵學徒後，兩人均被要求留在方舟號和輪傑一起防禦方舟號並關照史派克，之後也隨著輪傑一起回到水壩回收發動機、裝回方舟號。在柯博文撤退後，對於馬格斯的回歸感到震撼不已、表示自己一直以為他已經死了。之後在醫務室和馬格斯交談時被艾莉塔指責拋棄了賽博坦後、用力揍了艾莉塔一拳、表示對方不了解自己。在輪傑開啟傳送門後和柯博文、艾莉塔一起進入報應號內部突襲，並狠狠威脅了虐待馬格斯的震盪波，但是因為被柯博文勸告而一時分心、被震盪波重踢側腰，成功逃走，隨後雅希和第一波博派同伴一起陷入苦戰。在成功撤退後，決定尋找馬格斯的下落，巨浪、史派克、卡麗也跟著她。在路上和巨浪對於產生爭辯，並在翻下巨浪的衝浪板後找到建立堡壘的馬格斯，但是隨後遭到人類軍隊的攻擊、看著馬格斯和卡麗被抓走、不得不和巨浪、史派克一起逃走、回到方舟號、對於卡利遭到綁架感到生氣。在狂派襲擊時反擊但是不敵、在岩洞裡遵照柯博文的要求、射斷他的右臂，在方舟後消失後和其他人一起撤退。
此版本中的外觀設定大致上和G1動畫非常相似，以粉紅色和白色為基調。變形為一輛粉紅色和白色的藍寶基尼跑車。
- 大黃蜂(Bumblebee)

首次出場在《變形金剛 #1》裡。在率先被修復完成的天王星試圖摧毀其他博派時遭到其射擊頭部、成為其手下的第一個犧牲者。在《變形金剛 #5》、《變形金剛 #13》中分別出現在柯博文和天王星的回憶畫面中。
- 爵士(Jazz)

首次出場於《變形金剛 #1》，在天王星重建完成後，差點成為其手下第一個犧牲者，在《變形金剛 #2》，在博派的臨時據點中可以看到他的殘骸尚未被修復完成、零件散落在地上。在《變形金剛 #4》中被率先修復好，成為第四名可行動的博派成員，並被飛輪將其他尚未修復的博派同伴的能量先轉移到他身上、並即時來到醫院支援、迅速擊倒了天王星、音波，不過在狂派撤退後，也很快就耗盡能量、無法行動。在渦輪發動機修復後，被雅希和飛輪再次修復、並救了差點被轟隆隆突襲的跳崖者。參與柯博文之後對方舟號的反攻，但是遭到工程金剛的攻擊。在柯博文被蹂躪者抓住時、在雅希的率領下對其開火、使其放下柯博文、並趕緊將柯博文搬回方舟內，並在飛輪的腿被抓住時、依照其指示強行關上閘門、切斷飛輪的腿。在狂派突破艙壁時和音波交戰。和跳崖者交談時提到，害怕扣下板機並不值得羞恥，即使在戰場上也一樣。之後和跳崖者一起去找輪傑和雅希，與其討論現狀與策略。在輪傑發現賽博坦訊號後，搭乘天火前往，在墜機後展開交戰，但是被廢鐵撞暈後，和跳崖者一起被留下，遭到狂派俘虜、被震盪波的囚禁虐待，不過始終堅持著沒有說出任何一個情報。在博派的突擊後成功回到方舟號、在《變形金剛#14》時和柯博文、輪傑一起前往人類城市救災、但因為人類軍隊而撤退，之後在水壩遭到襲擊、但成功撤退。之後一直和全體博派一起行動，在水壩潰堤後和柯博文一起前往西雅圖救援民眾、但是在密卡登出現後跟隨柯博文一起撤退。回到方舟號後、試著整備周遭以防範狂派的突襲、並在狂派進攻時積極反擊，在方之後消失後下墜至岩洞裡、並遵照柯博文的要求、射斷他的右臂，最後和其他人一起撤退。
- 巡弋者(Prowl)

首次出場於《變形金剛 #2》，在博派的臨時據點中可以看到他的殘骸尚未被修復完成、零件散落在地上。
- 鐵皮(Ironhide)

首次出場於《變形金剛 #2》，在博派的臨時據點中可以看到他的殘骸尚未被修復完成、零件散落在地上。
- 爆破者(Blaster)

首次出現在《變形金剛 #5》中，出現在柯博文回憶過去戰鬥時的畫面。
- 巨浪(Beachcomber)

首次登場於《變形金剛 #9》，躲在樹林中、偷偷用電子裝置癱瘓太空火車使其墜機，並潛入其船艙內救援史派克。
在狂派闖入方舟號後，他在戰鬥中被天彎直接扔出船上的破洞，並率落在月球上，並在人類登月時偷偷爬上登月小艇並來到地球，獨自度過了許多年、徹底愛上地球的生態環境和動物。他一度找到過方舟號、包含上面的變形金剛們，但是為了避免讓戰爭在地球上再次開始而選擇不啟動方舟。救出史派克後把太空火車綁住，目睹震盪波開啟傳送門後的巨大脈衝和他掠奪海裡的生命，感到無能為力而打算帶史派克離開。在柯博文從地球軌道下墜時、搭乘改造的火箭衝浪板將其救下。一度回到方舟號，不過拒絕加入柯博文的隊伍，並和雅希等人一起離開。之後和雅希、卡麗一起找到馬格斯，但是隨後遭到人類軍隊攻擊、載著史派克和雅希一起逃走、回到方舟後，並負責和修復好的銀箭一起從海中打撈出依然被困在飛機型態的天火。在狂派襲擊時反擊、並在方舟後消失後和其他人一起撤退。
在本作中造型和G1動畫類似，身體以藍灰色為主，臉上有一個藍色的墨鏡，和跳崖者一樣屬於體型比較小的賽博坦人。個性善良，發誓再也不傷害任何東西或任何人，甚至提供被綁住的太空火車超能量體。
- 破路先鋒(Trailbreaker)

在《變形金剛 #15》中首次登場。迫於人手不足，輪傑嘗試再帶回另一名博派、並選擇了破路先鋒，不過才剛上線就遭到狂派攻擊。之後在水壩潰堤時展現自己產生力場的能力、保護了兩個人類少年。之後前往西雅圖一起救援民眾、不過在密卡登出現後跟隨柯博文的命令一起撤退。回到方舟號之後和爵士一起整備基地周遭的防衛、在狂派突襲是積極反擊，但是在方舟號消失後也掉到岩洞裡，最後和其他人一起撤退。
外觀和G1時期相當類似，以黑色和紅色為主體。和G1動畫一樣、可以產生力場，在本作中為粉紫色，由大量的三角形構成一個半圓形。
- 馬格斯(Ultra Magnus)

首次登場在《變形金剛 #7》，根據雅希的台詞，在過去曾經擔任雅希的導師，但是之後因為雅希的復仇心切而死。但是在同一期刊物稍早也出現一具在賽博坦、被囚禁在震盪波塔中的博派金剛，也被多數網友認定其為馬格斯，並在《變形金剛 #10》中獲得證實。在被艾莉塔救走時表示自己150年來不分晝夜的被折磨，懇求艾莉塔殺了他。和艾莉塔一起為了躲避狂派追擊來到地球，被放在柯博文的車斗上載走。來到方舟號後、再次和自己的鐵學徒雅希相會。之後在方舟號上部分修復，儘管尚未恢復最佳狀態，依然請纓出戰，但是在和輪傑一起作為增援傳送抵達報應號內不時因為看到震盪波而觸動心理創傷、丟下武器變形逃跑。之後被雅希、卡莉等人在聖胡安島(San Juan Islands)上的樹林找到時、以廢棄材料建立了一個堡壘、並攻擊所有東西、發現來者是雅希等人後才停火，之後和雅希、卡莉等人閒聊了一陣子、但是隨後遭到人類軍隊攻擊時發狂的開火、將直升機的燈光認作震盪波的頭部、最後和卡麗一起被軍方抓走。之後被人類科學家囚禁並遭到研究。不過心理狀態相比受到震盪波俘虜時好一點、但依然再次遭到折磨。
- 航空金剛(Aerialbots)

全體成員首次登場都是在《變形金剛 #20》，在博派從西雅圖戰場撤回方舟號後重新修復。其組成成員、外觀大致上和G1時期相同，以紅、白配色為主，全員皆變形為地球載具。對於柯博文相當敬愛、將其視作父親般的存在。
- 速柏利昂(Superion)

由航空金剛合體型成的合體金剛，首次登場於《變形金剛 #21》、對抗突襲博派基地的狂派、和蹂躪者和怖提剋斯交戰、並在方舟號消失後、救出下墜到岩洞裡的博派們、但是在帶領其他人逃走時遭到密卡登射斷左臂。
其外觀、造型都和G1動畫中十分類似。在失去一隻四肢的情況下依然可以正常行動。
- 銀箭(Sliverbolt)

航空金剛的隊長，最先被修復好、並和巨浪一起打撈起載具型態的天火、對此深感榮幸。和G1設定一樣有懼高症，比較偏好和隊友們一起飛行。
- 空襲(Air Raid)
- 飛天火(FireFlight)
- 俯衝(Skydive)
- 彈弓(Slingshot)

變形為速博利昂的左手臂。在《變形金剛 #21》、速博利昂帶著其他博派逃走時，其右臂遭到密卡登射擊脫落、彈弓當場死亡。

##### 賽博坦
留在賽博坦的的博派殘餘抵抗勢力，原本處於絕對弱勢，但是在震盪波被柯博文殺死後情勢開始轉變。
- 艾莉塔(Elita)

首次出現在《變形金剛 #7》中，在賽博坦上率領的反抗軍對抗震盪波。
首次登場時率領管子、老杯和戰戟試著闖入震盪波塔救援同伴，最後在其餘三人的犧牲下成功闖入塔內，但是卻發現營救目標已經被拆得七零八落，但她還是努力將其救走，但是困在震盪波塔中迷路，對方則墾求艾莉塔殺了他，艾莉塔對於過了這麼久才來救他感到抱歉，並發誓如果他們兩個被狂派抓到會親手「終結他們兩個的火種」。在震盪波塔內躲避戰車隊的追殺、並成功幹掉眩暈，成功戴著馬格斯穿過傳送門來到地球後，撿起柯博文的槍轟掉傳送門，並勸說柯博文撤退。回到方舟號，和柯博文交談，對其百萬年前離開賽博坦的決定感到非常不滿。之後指責雅希離開賽博坦時被狠狠揍了一拳，但並未介意。在科博文和輪傑討論時指出，先前震盪波在賽博坦上沒有足夠的燃料是賽博坦上的博派尚未全滅下去的唯一理由，並再次對柯博文的離去發火，稍後和柯博文、雅希一起進行傳送突襲。之後和狂派正面交戰實和柯博文合作絆倒蹂躪者摧毀收割者，並穿過傳送門來到賽博坦、以摧毀傳送門的方式墾求柯博文留下、並打算用震盪波收割的能量救助賽博坦。在柯博文打算摧毀震盪波的設施實實試圖阻止他但失敗，最後再次被留在賽博坦，並和藍霹靂、急先鋒、戰戟等人會合、對柯博文非常不滿。在瑱窯者決定將其不足成員的剩餘能量投入火種源之井中時表示反對，但被戰戟和藍霹靂說服、重新控制住火種源之井可以激勵賽博坦上的其餘博派。在行動過程中率領團隊、掩護跳崖者和刀刃空頭箱型車殘骸。在見到碎顱的勇猛表現後、認可了這次行動的價值、認為這是他們首次有機會逆轉局勢。之後在得知他們重建的傳送們只夠送一個人回到地球後、找到碎顱和跳崖者談話。
在本作的造型大致上和G1動畫吻合，但是髖部的車門變形成的護甲則接近《變形金剛：地球火種》中的造型。變形成賽博坦摩托車。根據台詞，和柯博文原本關係密切、不僅是朋友的關係。
- 跳崖者(Cliffjumper)

首次出場在《變形金剛 #1》裡。在方舟號墜毀後持續昏迷，在天王星試圖殺害其他尚未修復好的博派時，和其他成員裝進柯博文的貨櫃中後逃離並炸毀方舟。在《變形金剛 #2》時是唯三被修復完成的博派成員，並且對史派克、卡麗等人類、有機物感到驚恐。在《變形金剛 #3》時護送卡麗，並在她和史巴克受到雷射鳥的攻擊時擊退雷射鳥，但是被史巴克以霰彈槍擊中臉部，之後在刺到卡麗所在的酒吧確定她的安危，但是被史巴克和其同夥攻擊，之後天彎出現時短暫抵抗，但處於下風，直到柯博文前來支援。《在變形金剛 #4》顯示他在此版本的變形型態是一台有上掀式車燈的紅色跑車，並在天王星攔截科博文時前往支援、在卡麗堅持下載著卡麗狠狠撞倒了天王星、讓柯博文輾過他的頭，之後在醫院和柯博文一起對抗追擊的狂派、但是被轟隆隆突襲擊倒。之後安慰卡麗喪父時提到、他的部落也被天王星殺光了、也成為他加入博派的主因。在史巴克帶領眾人來到水壩後，負責和卡麗在水壩上開啟開關，在遭受天王星攻擊時一起反擊，差點遭到轟隆隆偷襲，但是被爵士拯救。之後參與柯博文之後對方舟號的反攻，並偷渡了被柯博文拒絕的卡麗，因為他認為卡麗有權看到最後。但是隨後遭到工程金剛的攻擊，原先想衝上前支援隊友，但是被卡麗攔阻，試著偷偷從另一個入口進入方舟、取得火力，但是卻剛好遇到天王星，為了保護卡麗與其交戰但落於下風、還好卡麗利用一邊的槍械攻擊天王星、讓跳崖者可以射殺他，但是此時跳崖者卻下不了手、即使卡麗在一旁提醒天王星所做的所有壞事也無法開槍，導致天王星趁隙成功抓住卡麗，還好在天王星逃走前剛好被柯博文扔過來的蹂躪者砸中並鬆手放開卡麗，跳崖者在卡麗摔落之前抓住他。
在博派佔領方舟號之後，看爵士談到自己太軟弱而無法殺死天王星，卡麗也拒絕再和他說話、表示自己對此感到羞愧。在史派克清醒後，依據雅希的指示，帶著可樂來到湖邊找史派克和卡麗，但卡麗還是拒絕和他說話並離開，留下史派克安慰他。在輪傑發現賽博坦訊號後，負責駕駛天火帶大家前往，但是隨著天火被傳送門的脈衝波及墜機，並和狂派交戰，但是隨著柯博文被迫撤退，最後和爵士一起被留下、被狂派俘虜，並遭到震盪波的囚禁虐待。幾度昏厥，在震盪波打算直接挖出他的攝影機時科博文等人及時抵達，不過隨被震盪波挾持做為人質。之後因為卡麗開車接衝撞音波的胸口而獲救、並對看到卡麗感到非常高興，但是為了救出卡麗被蹂躪者踹飛過傳送門、進入賽博坦，在柯博文抵達並解決震盪波後獲救，但是因為艾莉塔破壞傳送門無法回到地球，在賽博坦地表被傳送回地球時被留在賽博坦，並遇到藍霹靂和重傷的戰戟、急先鋒、艾莉塔，並和剩餘的博派勢力會合，之後回到自己的老家、挖出自己埋藏的、其部落死亡成員的火種，並決定將其投入火種源之井中。在艾麗塔的率領的賽博坦殘存勢力支援下成功將火種和卡麗的廂型車殘骸投入火種源之井、創造出新生博派碎顱。在碎顱出現後賽博坦上的博派稍微安全了一點，但是依然擔心在地球上的卡莉。
此版本中的外形設定大致上和G1動畫非常相似，個性活潑、風趣，對朋友有保護心，外型方面則完全接近G1，變形為一輛紅色的超跑。即使對狂派都不太容易直下殺手、因此對藍霹靂等賽博坦抵抗勢力直接粗暴的作風有點不舒服。
- 老杯(Kup)

首次出現在《變形金剛 #7》中，在賽博坦上由艾莉塔率領的反抗軍一員。在《變形金剛 #13》中顯示其在戰爭初期曾擔任月球基地二號的安保人員。
在和戰戟掩護艾莉塔進入震盪波塔遭到射殺。
在本作的造型大致上和G1動畫吻合。
- 戰戟(Warpath)

首次出現在《變形金剛 #7》中，在賽博坦上由艾莉塔率領的反抗軍一員。
起初看似在和老杯掩護艾莉塔時遭到射殺，不過在《變形金剛 #14》顯示他還活著，並被藍霹靂所救、並帶回博派的據點進行治療。在跳崖者決定前往火種源之井時遭到艾莉塔反駁時提出、現在賽博坦上的局勢來說、每個地方都是狂派佔領區。和艾莉塔等人一起前往突襲行動、但很快落於下風、直到碎顱出現並逆轉了局勢。之後和藍霹靂負責修復震盪波留下的傳送門，指出使用震盪波留下的科技幫助博派讓他感到怪怪的。
在本作的造型大致上和G1動畫吻合。
- 管子(Huffer)

首次出現在《變形金剛 #7》中，在賽博坦上由艾莉塔率領的反抗軍一員。
在以能量護盾掩護同伴時遭到射殺身亡。
在本作的造型大致上和G1動畫吻合，並且具有可以施展能量護盾力場的能力。
- 大漢(Brawn)

首次出現在《超能量宇宙特刊 2024》中，其外觀長相和G1動畫大致相似，但沒有展現變形型態。
在方舟墜毀前、狂派登艦突襲時被密卡登以融合炮射穿胸膛而死。
- 藍霹靂(Bluestreak)

在《變形金剛 #15》中首次登場。留在賽博坦的成員，作風較為冷血、會直接從背後偷襲狂派成員並收集其流出的超能量體。在跳崖者決定前往火種源之井時支持他的計畫、並說服艾莉塔。之後也和艾莉塔等人一起前往突襲行動、但很快落於下風、直到碎顱出現並逆轉了局勢。和戰戟負責修復震盪波留下的傳送門，不過能量不足、只能傳送一人回到地球。
在本作中的長相和G1時期中類似，以銀色和黑色為主色，頭上有紅色的腳、雙肩有火炮、和翅膀位置的車門。武器包括一把超能量體小刀。
- 急先鋒(Blurr)

在《變形金剛 #15》中首次登場，為賽博坦殘存勢力的一員。之後也參與艾莉塔率領前往火種源之井的突襲，很快落於下風、直到碎顱出現並逆轉了局勢。
在本作中的長相和G1時期中類似，以淺藍色和深藍色為主色，具有快速移動的能力、說話速度極快。
- 刀刃(Blades)

在《變形金剛 #17》中首次登場，為賽博坦殘存勢力的一員，負責在前往火種源之井的過程中投放卡麗的廂型車殘骸。
在本作中的外觀大致上和G1相符，以白色、紅色為主，個性較為積極樂觀。變形為一架賽博坦直升機。
- 碎顱(Shredhead)

首次登場於《變形金剛 #17》中。跳言者將自己部落死亡成員的所有殘存火種投入火種源之井後，加上卡麗的廂型車殘骸合併所產生的博派戰士。自稱「我們認識你（跳崖者）很久了。」。在一上線後就立刻投入戰場、迅速消滅了留守的狂派守軍。之後和跳崖者交談時、提到對他的臉有印象、但是並不清楚，不過確定的是他的火種和跳崖者深深連接、並在跳崖者提到卡莉時、立刻提出去找她。
本作原創人物，外觀以黑色為主、紅黃色為點綴，頭部兩側有黃色碟狀構造、後方則有V型的紅色板件。誕生時就持有一把能量劍和大盾。全身分布著卡麗廂型車上的塗鴉。變形為卡莉的廂型車。

##### 宇宙
部分博派成員和其他同伴脫離、在宇宙中獨自行動。
- 跳躍者(Springer)

首次登場在《虛空對手 #9》，在澤頓尼亞北方的廢土以載具模式潛伏著，目前仍不知原因。在本作中的造型外觀和G1非常相近，身體以綠色為主、黃色點綴，並同樣以一柄螺旋槳變成的大劍作為武裝、變形成賽博坦跑車和賽博坦直升機。被澤頓人稱為「北方荒地的巨獸(Leviathan of the Wasteland)」。在澤頓尼亞的重力下不太能飛。
根據達拉克的說法，他之前就遇過跳躍者了。
在達拉克和負傷的索利雅到來時試著救助他們，但是在發現他們是戴著頭盔的有機體後，因為自身對有機生命體不了解所以幫不上忙，但是在柏拉希墓斯來襲時，為達拉克和索麗拉擋住其攻勢，並驚訝於對方的力量能夠擋住自己，之後依靠變形能力擊敗柏拉希墓斯，並將達拉克和索麗拉帶到他在的地下實驗室建造，並解釋他百年前先前墜機在這裡後，用飛船剩下的零件建造了這個實驗室。之後以超能量體救活了索麗拉，並在澤頓軍隊進攻時帶著他們逃跑、並擊退對方、也將一個資訊箱交給一個鑿頓軍隊的士兵。再回到實驗室後表示此地不宜久留。在達拉克和索麗拉分道揚鑣時，和達拉克一起回到阿戈里星，並以載具型態隱藏自己、直到羅德出現。
- 羅德(Hot Rod)

首次出現在《超能量宇宙特刊 2024》中，其外觀長相和G1動畫大致相似，具有紅色、橘色的塗裝，背後有巨大的黃色V型構造、手上有三根排氣管，胸前則有火焰塗裝。
在一個太空站和蜥皮怪、廝來傻多交易，對達拉克和索麗拉湊合出來的船十分感興趣、要求蜥皮怪全盤托出，表示自己正在尋找一個「癡迷於古代賽博坦傳說的夥伴」(也就是跳耀者)，質問蜥皮怪是要幫助他、還是阻礙他。在聽完蜥皮怪的情報後離開太空站，並要求蜥皮怪和廝來傻多「遠離麻煩」。之後循著蜥皮怪提供的線索來到他發現索麗拉和達拉克的小行星帶，並開始掃描能量訊號，但是並未意識到自己被昆特紗船追蹤了。在阿戈里星周遭和達拉克進行短暫的空戰後確認無敵意，並降落在阿戈里星、和跳耀者會合。

#### 狂派(Decepticon)

##### 地球
部分狂派，包括密卡登、天王星、音波等主要成員在數百年前搭乘報應號追擊博派及方舟號，之後墜毀在地球。方舟號中的顯像一號修復了部分成員，而在震盪波的傳送門運作期間，震盪波和戰鬥金剛也來到地球。
在故事一開始時密卡登並不在，因此狂派由天王星領導，但是在音波於火山口決定並擊敗他後、大多倖存狂派轉而效忠音波，稍後震盪波開啟傳送門來到地球後一度成為領導，但是隨著震盪波在賽博坦被柯博文殺死、狂派再度回歸音波的領導。
但另一邊，天王星被火星工業修復後，也同樣召集一小部分人馬，包括痛恨密卡登的太空火車、戰鬥金剛。
天王星和音波的狂派內戰因為雙方都有合體金剛的關係而相當激烈。在《變形金剛 #18》中，密卡登回歸，音波立刻交出領導權，天王星則選擇撤退、但是被密卡登抓回。
- 密卡登(Megatron)

其名字首次在《變形金剛 #1》被音波提及、讓天王星憤怒，之後在《變形金剛 #2》則在柯博文的回憶中出現其剪影，並在《變形金剛 #4》最後一頁揭露，他大部分的機體殘破不堪的被冰在冰山裡，不過他的右手似乎掉在方舟裡，並且在柯博文和飛輪撤出方舟時被一併帶走，在柯博文失去右臂的情況下、密卡登帶有融合砲的右臂被飛輪裝到柯博文身上暫代。 在《眼鏡蛇指揮官 #1》首次以本體露面，被眼鏡蛇之地打撈上岸，經過簡短修復，以失去雙臂、右眼缺失的姿態被固定在生化實驗室，被眼鏡蛇指揮官強行抽取知識和技術，但是在眼鏡蛇指揮官離開後卻露出一抹微笑。
在《超能量宇宙特刊 2024》中，因為回憶到之前被天王星背叛的過程而甦醒、掙脫眼鏡蛇之地的束縛，威脅科學家找回自己的左手，之後和前來的眼鏡之地士兵戰鬥，僅剩的左邊攝影機也被擊毀，最後終於逃脫成功、並打算向天王星復仇。在《變形金剛 #16》中被雷射鳥找到、將其電線和自己連接以獲得視力、並打算和自己的戰士會合。之後在西雅圖出現、僅僅是喝斥就中斷了音波和天王星的戰鬥，使用神秘的力量瞬間修復好了破壞，隨即遭到太空火車攻擊、並從容應對、將其擊敗後拋下大樓。之後帶著已經統合的狂派來到太平洋海上、由賽博坦地表碎片形成的基地，並從中找出他先前在戰爭剛開始時就在賽博坦各處隱藏的生質材料和超能量體，包括這一塊地表碎片上、曾經屬於終極衛兵的信標塔(The Beacon of the Ancient)，並在修復天王星後再次痛打他、最後變形成履帶手槍型態、逼其手持自己、射殺因為個人因素不願再次加入密卡登麾下的太空火車以表忠。在偵查博派基地後、立刻展開攻擊、輕易喝止蹂躪者和怖提剋斯的爭鬥、裝回右臂後變形為履帶手槍、由天王星手持、設斷了速博利昂的左臂、直接殺死彈弓。
在本作中的外觀大致和G1動畫中符合，左臂可以伸出粉紫色能量形成的流星錘，且具有自我修復斷肢的能力，不過似乎有限，在《超能量宇宙特刊 2024》後長期維持只有左臂、雙眼連接到雷射鳥的外觀，直到《變形金剛 #21》才恢復雙眼，並在突襲博泰基地後、重新裝上柯博文拆下的、帶有融合炮的右臂。不過在此狀況下依然十分強悍、輕鬆打贏太空火車和天王星、並且依然具備變形為履帶手槍的能力。具有兩種變形型態，在《變形金剛 #13》中顯示他變形成一支在槍身兩邊有履帶構造的手槍、和震盪波一樣會縮小成一般變形金剛可以手持的尺寸，並且可以控制使用者的身體和意志、火力十分強大、不過在他的身體不完整期間也相對減弱；而在《變形金剛 #19》中則變行為一架灰色的賽博坦坦克。個性自傲、沉穩、不懼挑戰。在《變形金剛 #18》中，也展現了修復其他變形金剛的能力、會將胸口的艙蓋打開。在《變形金剛 #19》中展示了他的過去，他曾經屬於一個位於賽博坦月球基地上的部落、對於無法拯救自己的部落、戰士、星球感到絕望、直到被一個叫做德茲米爾的昆塔紗人俘虜、被迫經歷審判(Trial)，先和鯊魚精部落交戰、在取勝後則面對德茲米爾變形成的機械巨獸(Mechanokoar)、被輾死重新經歷同樣的審判過程、直到五百多次後開始求饒。審判在德茲米爾的主人到來時結束，密卡登被其主人賦予了履帶手槍的型態，之後殺死德茲米爾、成為其主人的新手下、重回賽博坦、建立狂派、並在其主人的意志下、試著帶來新的輝煌時代。
- 天王星(Starscream)

首次出場在《變形金剛 #1》裡。此版本中的外觀設定大致上和G1動畫非常相似，並且具有十分殘暴的個性、對待人類、博派甚至狂派同伴都非常殘忍無情。在故事初期、密卡登不在時擔任狂派領袖。對於其他人提到密卡登都很敏感。值得一提的是，本世界觀中天王星原本的名字叫做奧西塔(Ulchtar)，這個名字也是G1版變形金剛中天王星名字的原案、由漫威當時的知名作家定名，但後來被鮑伯‧布狄昂斯基(Bob Budiansky)改名為「天王星(Starscream)」。
在《變形金剛 #13》揭露他過去自賽博坦上的生活，他原本叫做奧西塔)，和天火跟狂派成員詹沃是好友，並且相當愛護生命。之後在天火離開後、某次博派和狂派的戰鬥中、詹沃恰好遇到奧西塔、並打算將其撤出戰區，但是卻被當時追趕在後的柯博文擊殺。奧西塔看著詹沃的屍體時，密卡登出現並邀請天王星加入狂派、為詹沃、為他的部落報仇。奧西塔接過密卡登變形成的槍、並聲稱自己改名為「天王星」、並經常負責使用密卡登變成的槍。
方舟號墜毀前、狂派登艦突襲方舟號時，對斷了右手、緊抓在方舟號邊緣得密卡登見死不救、並將其射下方舟號。
在天火啟動方舟號的顯像一號電腦後，第一個被修復的變形金剛，並獲得戰鬥機的載具模式。在其餘狂派同伴被修復之後，並打算摧毀昏迷中的博派、並射殺試圖阻止自己的老友天火，不過因為柯博文的阻撓而計畫失敗。之後，因為身為能量最充沛的狂派成員，負責前往史巴克任職的發電廠獲取能量，並殘忍的捏死史巴克的同事戴夫，之後在《變形金剛 #2》殺死前來調查的警察、摧毀前來追擊的戰鬥機，並將其中一個緊急彈射出的駕駛員直接殺死。在《變形金剛 #3》中再次揍了提及密卡登的音波，並在收到雷射鳥關於跳崖者的訊息後派出天彎前往處理。在《變形金剛 #4》中，從倒在地上的天彎知道柯博文的去向後便前往追擊、不過因為跳崖者的阻攔而失敗，隨後和音波回到未修復的方舟號內，因為零件不足而將天彎拆散當作零件使用，之後再次率領眾狂派來到醫院攻擊柯博文、跳崖者並一度佔據上風，在意識到醫院是人類治療的地方後、為了使柯博文更加痛苦而炸毀醫院的發電機，不過因為飛輪和爵士的出現最終決定撤退、回到基地後狂傲的大喊自己依然是狂派領袖。在《變形金剛 #5》修好顯像一號後，一腳踹飛音波手中的破壞、並優先修復裂雷，在得知雷射鳥的訊息後，率領音波、疾瘋、反光鏡、轟隆隆等狂派前往水壩突襲，過程中一度和裝有融合炮的柯博文對峙、並指責他正在使用這門寶貴的武器，最後雖然成功摧毀博派的渦輪發動機、但亦被重傷、撤退回方舟號，不過在博派來襲前成功修復了工程金剛們、並命令其組成蹂躪者，並在其攻擊博派時大笑、直到被柯博文踹飛，之後在蹂躪者抓住柯博文亂摔時被打飛出去，卻剛好遇到跳崖者和卡麗，被卡麗控訴殺死她父親時大笑，隨即疑惑父親是什麼。之後成功制服跳崖者、並表示清楚記得殺死他部落的每一刻，卻被卡麗開火擊倒，但是趁著跳崖者和卡麗交談時挾持卡麗，但逃走前被柯博文扔過來的蹂躪者擊中而鬆手，之後被從蹂躪者解體的工程金剛發現重傷、被拖斗載走。在火山口遭到音波的挑戰，在裂雷的堅持下被迫答應並很快落於下風，遭到痛毆並被雷射鳥扯出左眼，試著求饒並提出共治的要求，但最終仍然被音波扯出內部零件後推下火山，不過在《變形金剛 #13》中顯示他釣到一大塊岩石上、沒有死亡，並在昏迷中被火星工業的打撈隊吊走。在《變形金剛 #14》中，他的下半身被連接在一部火星工業的坦克上，他對此感到非常生氣、並打算殺了所有火星工業的人、直到看到馬丁為他進行的素描，即使感到有點高興、還是怒斥他畫的比例不對，且哈頓說明他的在他身上裝了一堆炸藥、只要他們之中任何一個人死亡、炸藥就會引爆，於是暫時同意合作。之後巧遇太空火車，並說服他加入自己。與此同時、賽博坦的一大片地表剛好被傳送過來、在地表上造成巨大的海嘯，天王星讓火星工業的人登上太火車變形成的太空梭以避難、飛行途中上又救了被大浪沖上岸的戰鬥金剛們，之後以插在海上的賽博坦地表碎片作為據點、之後突襲了水壩中的博派時剛好遇到音波等人的勢力，並直接無視柯博文、和音波交戰，並命令戰鬥金剛合體成為怖提剋斯。在和音波交戰時、讓蒸汽火車型態的太空火車將其撞飛、之後和裂雷交戰時、透漏音波也參與了分屍天彎的行動中，不過在打算下殺手時、被裂雷直接操控遙控器、操控天王星下身的坦克迅速倒車開走。再次和音波交戰時、因為密卡登的出現而中斷。試圖逃跑、但是被密卡登抓回、在回到海上基地時下半身的坦克已經被拆毀、拼命吹捧密卡登。之後被治療好全身後再次遭到密卡登的痛毆、並在最後被迫再次拿起密卡登變形成的履帶手槍、射殺太空火車以表示忠誠。之後跟隨密卡登對方舟號的突襲。
頗為喜歡麗茲的貓，因為牠攻擊了試圖保護牠的麗茲。
- 音波(Soundwave)

首次出場在《變形金剛 #1》裡。在方舟中昏迷直到被顯像一號修復後甦醒，短暫和柯博文交戰，並派出破壞與其交戰，並在破壞被柯博文轟擊時感到悲痛。在之後和天王星以方舟號殘骸為據點活動，並派出自己的磁帶金剛雷射鳥前往搜索能量，並找到了史巴克工作的發電廠。
在《變形機剛 #2》中，搬著能量儲存裝置、和天王星、天彎等人來到發電廠收集能量以修復顯現一號，顯示他具有一定的技術能力，並且也竊聽了人類的電磁波訊號、預先告知了天王星公爵和冰霜的來襲。
在《變形金剛 #3》中表示因為地球的材料過於原始而無法讓顯像一號發揮完全的功能，並因為了提及密卡登的名字被天王星毆打。並且堵塞了當地的電台訊號。
在《變形金剛 #4》中再次告知天王星，要修復顯像一號需要賽博坦科技，導致和天王星一起將天彎拆做零件。之後也參與對醫院的突襲，在被爵士擊倒後撤退。
在《變形金剛 #5》中，藉由天彎的犧牲修復好了顯像一號，本來想優先修復破壞，但卻被天王星踹飛。之後通知天王星博派已經找到能量元的資訊，並參與對水壩的攻擊，但之後撤退回方舟。
在《變形金剛 #6》中，引導蹂躪者從山的另一邊挖破方舟的艙壁，並在進入時與爵士交戰。在撤退前，柯博文一度向音波提出和平建議，但音波看了手中的破壞後，對其進行偷襲，但拳頭被柯博文擋下，之後抓住裂雷的機腹撤退。
在《變形金剛 #7》中，在火山口指責天王星糟糕的領導方式將狂派隱入絕境，和挑戰天王星展開決鬥並迅速佔據上風、拋下槍械徒手毆打對方、並從胸口中派出雷射鳥、扯出天王星的左邊攝影機(相當於變形金剛的眼睛)。在天王星求饒時強調他「你踹了我的破壞。」後扯出對方的零件、將天王星推落火山口，成為狂派的新任領袖。打算用扯出的零件修復破壞，但是也向其餘狂派表示他不會獨厚自己的人馬，他們將會一起一起重建、征服、毀滅，並得到裂雷等其餘狂派的尊重。
在《變形金剛 #8》中率領種狂派襲擊一艘航空母艦，發現裂雷放走人類後表示雖然他們無害、但是不能留下活口，並用肩砲將其全數射殺，稱之為「遺憾但必要」。之後帶裂雷來到海底，找到沉沒的報應號，並命令工程金剛中把船從海床中拖出來，再建立了一層力場隔絕海水後將航空母艦的核動力連接給報應號，發現太空火車仍被囚禁其中後，儘管裂雷有所質疑，依然將其釋放，並保證他們找到密卡登後由太空火車全權處裡。之後在艦橋表示報應號耗能太大、無法起飛，但是他們只需要報應號的天線以呼叫增援，並成功和賽博坦的震盪波連線，讓對方來到地球，之後變厚來襲的博派交戰、差點殺死跳崖者。在博派撤退後、負責拖走昏過去的爵士。之後在報應女神號上試著修復破壞，但是震盪波卻認為他應該回收舊的、以後再造一個更好的版本。不過在破壞被丟進回收爐之前，震盪波被海底的地球生物吸引走注意力，兩人來到海中後、音波同意地球的有機體很神奇。之後和裂雷、震盪波一起來到囚禁躍崖者和爵士的囚房，並在和裂雷離開時要裂雷不要過問震盪波的行為，並在海床上制止裂雷對命令的質疑。目睹震盪波開啟賽博坦往地球的傳送門。渴望盡快修復受傷的破壞，不過震盪波要求他先專注在眼前的更大目標上。在博派傳送突襲後、負責手持震盪波變成的雷射槍戰鬥、並抓住跳崖者，不過被穿過傳送門的卡麗開車直接衝撞胸口、導致鬆手。戰鬥因為賽博坦地表碎片墜入海中引起濤天巨浪而終止後，為了引出博派而率領其餘狂派在人類城市造成破壞、並派出雷射鳥執行任務，之後在水壩處突襲博派等人，並巧遇天王星的勢力，和天王星交戰時被太空火車撞飛、之後柯博文擊毀水壩中斷戰鬥。在密卡登回歸後立刻表示服從、並在之後與其回到海上基地。在密卡登命令天王星處決太空火車時，提出密卡登的履帶手槍威力因為受傷而減弱、需要多開幾槍。之後跟隨密卡登對方舟號的突襲。
此版本中的外觀設定大致上和G1動畫非常相似。對話框和其他人不同，是藍底黃字，可能是表示他的機械語調。
- 天彎(Skywarp)

首次出場在《變形金剛 #1》裡。在方舟中昏迷直到被顯像一號修復後甦醒，並提醒天王星大家的能量儲備都非常低。在《變形金剛 #2》和天王星、音波一起二次突襲發電廠。之後在天王星從雷射鳥的訊號得知跳崖者的出現後，打斷正在喝能量的天彎、命令他前往追擊，於是在酒吧中一邊殘殺人類一邊與跳崖者交戰，並處於上風，直到柯博文直接撞進酒吧、撞翻天彎。之後在酒吧外和柯博文對峙時展現了開啟傳送門的能力，並一度取得上風，但最終被柯博文擊退。在《變形金剛 #4》中，告知了天王星柯博文離開的方向讓天王星前往追擊，不過稍後在基地中因為缺乏修復顯像一號的材料而慘遭天王星和音波支解、身體被作為零件使用，在《變形金剛 #5》中可以看到他的上半身被固定在牆上，甚至在博派佔領方週後維持如此，並運用自己被裝在顯像一號上的狀態阻止輪傑修復其他博派，要他們「吃我的廢氣吧」。不過在雅希為他擋下卡麗發射的火箭砲後，疑似是為了感激而修復輪傑的下半身，並在柯博文等人打算傳送突襲報應號時配合傳送。一直到《變形金剛 #21》時，被裂雷啟動了他的傳送裝置、將天彎的殘餘部分、裂雷和方舟號一起傳送走了。
此版本中的外觀設定大致上和G1動畫非常相似，變形為一架紫黑色的戰鬥機。具有開啟傳送門的能力，形式是黃綠色的方形傳送門、可以將部分的肢體伸入其中。但在默許下替博派開啟的多角形大範圍傳送門是粉紅的。
- 裂雷(Thundercracker)

首次出場在《變形金剛 #1》裡。在方舟號墜毀後持續昏迷，柯博文炸毀顯像一號時正在被顯像一號重組因此未修復完成。在《變形金剛 #5》中被修復完成，對天彎的慘狀怒不可遏，但以為是博派下的手。之後參與對水壩的突襲、第一輪轟炸幾乎殺死飛輪、摧毀渦輪發動機，但最後失敗。在博派對方舟突襲時時進行反擊，並要他們為對天彎做的事付出代價、在博派試著進入方舟時攻擊史巴克、讓柯博文為了掩護他而被導致蹂躪者抓住。在蹂躪者突破艙壁後和雅希交戰。最後以戰鬥機模式撤退、並讓音波搭順風車。在火山口，音波向天王星挑戰領袖地位時提醒天王星他必須接受，這是他們（此指狂派）的方式，並在音波獲勝後率先下跪、並高呼其名稱。在音波的指揮下攻擊人類航空母艦，但對人類的脆弱感到同情於是將其放走，在音波以「不能留下活口」而將他們射殺時感到遺憾，之後進入海裡抱怨自己的內部會生鏽，並和音波一起進入報應號，將其稱之為家，但是對於釋放太空火車不太同意。在太空火車拖離囚禁後不幸被當作出氣筒痛揍了一頓。之後在博派來襲時與其交戰。對於震盪波對待戰俘的方式感到不恥，並希望可以救回天彎，不過被音波制止。之後一起目睹震盪波開啟賽博坦往地球的傳送門。在海床戰鬥被賽博坦地表碎片打斷後，跟隨音波一起破壞人類城市，但對於殘殺無辜弱小感到不滿、私自放走人類。之後和天王星勢力交戰時得知了音波也參與對天彎的分屍，並偷走天王星下半身坦克的遙控器、迫使天王星倒車、撞倒太空火車，但也不理會音波的呼叫支援，離開戰場。趁博派不在時回到方舟號，並試圖救出天彎，但被天彎阻止、之後躲藏在方舟號內。在密卡登突襲方舟號時、成功啟動天彎的傳送裝置、將天彎的殘餘部分、他自己和方舟號一起傳送走了。
在本作中的外觀設定與G1大致相仿，地球載具變形成和天王星同款的戰鬥機。較為在意同伴，並重視傳統、榮譽。
在《變形金剛 #18》讀者來信環節中被問起與天彎兩人的關係，編劇回答時間會解釋一切，暫時想留給讀者們想像空間。
- 破壞(Ravage)

又譯為黑豹。
首次出場在《變形金剛 #1》，在音波被修復完成後，將破壞彈出以阻擋柯博文，不過因為柯博文剛好取得被史派克和卡力推過來的槍而被正面擊中、身受重傷。在《變形金剛 #5》顯像一號修復後，原本是音波想優先修復的對象，但被天王星指責不應把能量浪費在最小的成員身上而遭到踹飛。在柯博文向音波提出和平協議時被音波揣著，之後一起搭乘裂雷撤退。音波在《變形金剛 #7》將天王星推入火山口前表示這是為了報復他踹了破壞，並扯出天王星的零件以修復破壞。在《變形金剛 #10》中尚未被修復，音波正打算修復他時被震盪波打斷、差點被丟進絞碎機回收。在中傷期間被音波收納在胸腔，直到在《變形金剛 #18》才被密卡登修復。
音波的磁帶金剛之一，變形為機械黑豹，此版本中的外觀設定大致上和G1動畫非常相似。
- 雷射鳥(Laserbeak)

首次出場在《變形金剛 #1》裡。在柯博文被修復完成後，音波將雷射鳥彈出以干擾柯博文，之後被音波派去執行偵測周遭燃料的任務。在卡麗準備回家時，一路跟蹤到卡麗家裡，並攻擊在卡麗家裡的史巴克和卡麗，雖然被跳崖者阻止，但也將訊息傳回給天王星。也參與對醫院的攻擊行動，最終與其他狂派一起撤退，但是持續監視博派，並將其在水壩中的行動報告給音波。在音波和天王星於火山口的決鬥中被音波派出、啄走天王星左邊的攝影機，在其他狂派向音波下跪效忠時停在他的左臂上。在《變形金剛 #15》中被音波派去執行一項任務、並要牠在成功前不要回來，在《變形金剛 #16》接這個命令是找到密卡登，而在雷射鳥找到密卡登後、密卡登破壞了其頸部裝甲、把雷射鳥的線路和自己的攝影機連結在一起以獲得視力、一直到密卡登在《變形金剛 #21》中恢復視力時才脫離。
音波的磁帶金剛之一，變形為機械飛禽，此版本中的外觀設定大致上和G1動畫非常相似。
- 轟隆隆(Rumble)

首次出場在《變形金剛 #1》裡。在方舟中昏迷，直到音波被顯像一號修復。在《變形金剛 #2》中，在音波架設能量收集裝置時被彈出以幫忙。在《變形金剛 #4》對醫院的突襲中、率先擊倒跳崖者，不過之後還是隨其他狂派一起撤退。之後在對水壩的突襲中在水壩上打算偷襲跳崖者，但是被爵士擊退，之後隨其他狂派撤退，在火山口因為提及密卡登的名字被天王星遷怒、重摔在地，之後目睹天王星和音波的決鬥，並在音波獲勝後向其下跪效忠。之後大致上和音波一起行動，較為出彩的表現是音波從胸口中向太空火車「發射」出去、把太空梭模式下的太空火車擊落。
音波的磁帶金剛之一，此版本中的外觀設定大致上和G1動畫非常相似，個性瘋癲。顏色以藍色和紫色為主，官方網站指名確認他是轟隆隆而不是疾瘋。
- 反光鏡(Reflector)

首次出場在《變形金剛 #1》裡。在方舟中昏迷，正在被顯像一號修復時，柯博文一槍爆破了顯像一號，因此未修復完成。在《變形金剛 #5》中被修復完成，隨後以照相機型態掛在天王星的機腹、一同參與對水壩的突襲。在空中被天王星空降下去、和疾瘋一起攻擊柯博文，但只來得及說一句「喔天啊…(Oh Dear...)」就被柯博文以融合炮轟成碎片。
在G1時設定中，「Reflector」是長相類似的照相機三人組的名字、三人合體為一台照相機，不過在本作中只有一人，且在《變形金剛 #5》顯示了可以獨立變形成一台照相機的能力。外觀大致上和G1動畫非常相似。
- 疾瘋(Frenzy)

首次登場於《變形金剛 #5》，提議並參與對水壩的突襲，不過在和反光鏡一起空襲柯博文時眼睜睜看的反光鏡被轟成碎片、隨後被柯博文摔進廢墟裡、力道之大甚至讓他背上的槍械零件噴飛出去。
音波的磁帶金剛之一，此版本中的外觀設定大致上和G1動畫非常相似。顏色以紅色和黑色為主，除此之外長得和轟隆隆一模一樣。
- 震盪波(Shockwave)

首次登場於《虛空對手 4》中，當時蜥皮怪來到賽博坦，試著把他抓到的昆特紗檢察官賣給駐守於當地的震盪波作為囚犯，但反而讓震盪波勃然大怒、斥責他竟然把一個昆特紗人帶到賽博坦上，並表示他所有的錢都用在購買資源上了、但甚至無法維持自己的運轉、其他狂派同袍都在休眠狀態，並威脅蜥皮怪在震盪波把他的類石船拆成零件之前帶著檢察官離開。之後在《變形金剛 #8》中和地球上的音波成功展開通訊，對對方感到不可置信，稱其為「兄弟」，並打開傳送門、來到地球，和音波聯手對博派進行反擊，並在和柯博文的一對一交戰中佔據上風，但是被穿過傳送門的艾莉塔分心而失手。在博派撤退後，俘虜跳崖者和爵士。命令工程金剛在海床上建造了一個可以吸收生物的裝置餵食者(Feeder)，並對跳崖者和爵士進行虐待，並打算把賽博坦傳送到地球以進行修復，之後以較小的傳送門回到震盪波塔、見到詐騙、爆炸和維迪斯。在審問爵士過後向他的意志力表達欽佩、打算改從跳崖者腦中直接挖出他需要的資訊，不過被傳送抵達的柯博文等人及時阻止，雖然被雅希制服，但是趁隙逃脫並挾持跳崖者做為人質、命令工程金剛合體為蹂躪者。在目睹馬格斯逃跑後大笑，變形為手槍模式後讓音波握持，不過音波被卡麗衝撞脫手後就變回人形，並在收割者被毀後穿過傳送門、回到賽博坦，不過隨即和追殺過來就跳崖者的柯博文展開交戰，試圖以跳崖者為人質卻直接被轟斷手臂，之後被柯博文壓倒在地、捏爆頭部而死。
造型其在各種作品中的造型大致吻合，全身以紫色為主體、胸口和單眼則是黃色的，有六角形的頭部、左手是一支砲管。變形成一隻雷射槍，在變形時體型會縮小，像音波這樣大小的變形金剛可以單手握持。在《變形金剛 #7》中出現了一座賽博坦上的塔樓、塔頂是震盪波頭部的形狀，疑似是此版本的震盪波塔。
根據柯博文的台詞，兩人先前就有交手過，當時柯博文把震盪波打到求饒。
- 工程金剛(Constructicons)

首次登場於《變形金剛 #5》，在狂派從水壩撤退後被修復，並在博派攻擊方舟號時對其進行突襲，並合體成為蹂躪者。大部分的時間都是一起行動的，在狂派在火山口時見證音波在決鬥中擊敗天王星，並向其效忠，直到密卡登在《變形金剛 #18》中回歸後、跟著音波歸順於他。
在本作中，所有成員以合體狀態的設定與外觀大致上都和G1類似，由六名黃綠色、紫色的工程金剛組成。
- 蹂躪者(Devastator)

首次登場於《變形金剛 #5》，工程金剛組成的合體金剛。體型巨大無比，具有驚人的力量，但是智商不太高，以名字自稱、只會講簡單的句子。不太確定在合體狀態受傷後對組成成員的影響。
在《變形金剛 #6》中以蹂躪者的姿態虐殺博派、一度抓住柯博文的腿將其亂摔重傷、並意外打飛天王星，之後一度抓住飛輪的腿，在飛輪自斷腿之後，依照音波的指示從另一邊挖破艙壁，成功突破之後遭到柯博文的反擊、扯斷右手無名指、並被開火、踢擊、在一路追擊柯博文直到懸崖上之後被拋出、砸中天王星後解體。在博派為了救援跳崖者和爵士時闖入海中的報應號後，應震盪波的命令在海中再次合體，擊毀了卡麗的箱型車後半部、並踩住跳崖者的右手後、將其和一堆廢零件踢飛進傳送門，但立刻被柯博文射擊分心、在被艾莉塔捆住腳步後摔倒、壓毀了收割者。在《變形金剛 #16》再次合體、先後和怖提剋斯在水壩後西雅圖交戰、對周圍造成巨大破壞。在密卡登回歸後、在其對方舟號的突襲中再次合體、不過因為嘲笑被炮擊的怖提剋斯、再次扭打在一起、並在被密卡登制止後、再次展開表忠的爭吵、隨即遭到速博利昂突襲。
- 廢鐵(Scrapper)

首次登場於《變形金剛 #5》，變形成輪式裝載機。工程金剛的隊長，在《變形金剛 #8》中負責和音波回報時將其稱為「新領袖」，並與其和裂雷一起進入船艙內，在太空火車發飆時被門板砸中。
- 鉤爪(Hook)

首次登場於《變形金剛 #5》。變形成起重機。在《變形金剛 #8》中負責把報應號拖出海床。
- 碎骨魔(Bonecrusher)

首次登場於《變形金剛 #5》。變形成履帶式推土機。在《變形金剛 #6》蹂躪者分體後發現重傷的天王星，確認其無法飛行後指揮眾人撤退。
- 托斗(Long Haul)

首次登場於《變形金剛 #5》。變形成礦場砂石車。在《變形金剛 #6》蹂躪者結體後、負責運載重傷無法變形的天王星。
- 攪拌大師(Mixmaster)

首次登場於《變形金剛 #5》。變形成混凝土攪拌車。
- 清道夫(Scavenger)

首次登場於《變形金剛 #5》。變形成履帶式挖土機。
- 太空火車(Astrotrain)

首次登場在《變形金剛 #8》。在本作的外觀大上和G1動畫相符，以紫色和深灰色為主色調，相比身邊的狂派同伴特別強大。個性有點暴躁，不過對史派克意外的人蠻好的，稱其為「長髮」(Long Hair)。為三變金剛，可以變形為太空梭和蒸汽火車。
被密卡登關在報應號的船艙，在音波和裂雷將他放出後憤怒的打算找密卡登報仇、並毆打裂雷出氣，直到音波發誓他們找到密卡登後可以任他處置才停止。之後被派去醫院綁架史派克，不過並不打算傷擊太多無辜，並在史派克站出來時讚賞他的勇氣，在飛行途中也城市的回答史派克的問題，不過在中途被躍浪用電子裝置癱瘓並墜機。之後以機器人型態被巨浪綁住，非常憤怒，不過老實坦承震盪波打算以地球的資源重建賽博坦，並在傳送開始後感到興奮。對於再次被綁住拋下感到非常憤怒、不斷要求巨浪放開他並決一死戰。在巨浪離開後巧遇天王星、並加入他的勢力，之後作為天王星等人前往水壩突襲博派的載具、在途中以蒸汽火車的狀態直接撞飛音波並和其交戰。在密卡登回歸後，天王星本來想命令他便行為太空梭以撤退，但是他看到密卡登後氣到不理會天王星的命令、衝上前和密卡登決鬥、控訴密卡登殺死了他的愛人、但是迅速落敗。之後被密卡登手下的狂派俘虜、密卡登在無法招募他後、將其用作靶體，讓天王星手持密卡登的履帶手槍型態、對其多次開火、最終徹底死亡。

- 戰鬥金剛(Combaticons)

首次登場於《變形金剛 #8》，當時戰鬥金剛全體成員都是震盪波塔的守衛，和艾莉塔等人戰鬥，並成功擊殺了杯子、戰戟等人。
在本作的外觀大致和G1動畫類似，成員組成也相同。在本作中似乎可以合體成為怖提剋斯，不過初次合體時因為轟天雷被攔腰斬斷、詐騙等人被困在賽博坦而合體失敗。
在《變形金剛 #14》後、所有人都來到地球、並加入天王星旗下，直到密卡登在《變形金剛 #18》中回歸後歸順於他。
- 突擊(Onslaught)

為了追擊艾莉塔而穿過傳送門來到地球，並下令戰鬥金剛合體成為怖提剋斯，但是失敗。之後在海床上和轟天雷的上半身說話、表示會將其修復，並順便偷聽了音波和裂雷的對話。在《在變形金剛 #14》中、賽博坦碎片掉到地球並引起巨大海嘯時，被搭乘太空火車的天王星所救，並加入他的旗下。
- 轟天雷(Brawl)

因為在穿過傳送門時，艾莉塔擊毀了傳送門而讓轟天雷直接攔腰斬斷，上半身在地球、下半身留在賽博坦。《在變形金剛 #14》中、在賽博坦地表碎片掉到地球並引起巨大海嘯時，和襲擊一起被搭乘太空火車的天王星所救，並加入他的旗下、之後和一起被傳送過來的下半身連接。
- 詐騙(Swindle)

在賽博坦上追擊艾莉塔和馬格斯，在傳送門開啟時來不及通過而留在賽博坦。在跳崖者被蹂躪者踢過傳送門後，將其包圍，並準備聽從震盪波的指令處理他，但是柯博文趕到後被瞬間射斷右手手炮、並倉皇逃跑、被震盪波怒罵是懦夫。《在變形金剛 #14》中和賽博坦地表碎片一起被傳送到地球、之後加入天王星旗下。
- 升空(Blast off)

在賽博坦上追擊艾莉塔和馬格斯，在傳送門開啟時來不及通過而留在賽博坦。在跳崖者被蹂躪者踢過傳送門後，將其包圍，並準備聽從震盪波的指令處理他，但是柯博文趕到後被瞬間擊中下顎、並倉皇逃跑、被震盪波怒罵是懦夫。《在變形金剛 #14》中和賽博坦地表碎片一起被傳送到地球、之後加入天王星旗下。
- 維迪斯(Vortex)

在追擊艾莉塔時成功繞到艾莉塔後方準備突襲，但是立刻被迅速轉身的艾莉塔一槍擊中。在傳送門開啟時來不及通過而留在賽博坦，並顯示其沒有受到重傷。在跳崖者被蹂躪者踢過傳送門後，將其包圍，並準備聽從震盪波的指令處理他，但是柯博文趕到後，連髒話都來不及說完就被瞬間壓倒在地、隨後倉皇逃跑、被震盪波怒罵是懦夫。《在變形金剛 #14》中和賽博坦地表碎片一起被傳送到地球、之後加入天王星旗下。
- 怖提剋斯(Bruticus)

在《變形金剛 #15》的尾頁首次登場，由戰鬥金剛在天王星的命令下合體，並和蹂躪者展開激戰，不過在之後的水壩潰堤後兩人都被沖散。之後在西雅圖再次和蹂躪者交戰、造成城市的大規模破壞。在密卡登回歸後、在其對方舟號的突襲中再次合體、不過因為被炮擊而受到蹂躪者嘲笑、再次扭打在一起，並在被密卡登制止後、再次展開表忠的爭吵、隨即遭到速博利昂突襲。

##### 賽博坦
在密卡登等人前往追擊方舟號時的留守勢力。原本由震盪波領導，不過在震盪波死亡後目前領導階層不明。
- 噴射器(Ramjet)

在《變形金剛 #15》中，出現了一個白色的尖頭部隊(Coneheads)成員，並遭到藍霹靂從身後刺殺、收集其超能量體，不過並不確定該名角色是否是噴射器。
- 蝙蝠精(Batrat)

在《變形金剛 #17》中登場，和衝鋒一起看守火種源大廳。
在本作中的造型和G1動畫中大致相似。
- 衝鋒(Thrust)

在《變形金剛 #17》中登場，和蝙蝠精一起看守火種源大廳，並對此感到無聊、希望可以有更刺激的工作。隨後艾莉塔等人就進攻過來了。
在本作中的造型和G1動畫中大致相似，為一個以紅色為主色的尖頭部隊。
- 詹沃(Genvo)

首次登場在《變形金剛 #13》中，為本世界觀的原創人物，是一台黃色的變形金剛，變形成戰鬥機。對同伴相當忠誠，但是對其他生物則相當輕視。
在博派和狂派的戰爭時是天王星(當時還叫做奧西塔)和天火的好友，並在內戰開始後很快就加入狂派、也力勸天王星加入。在天火離開賽博坦前三人一起去月球二號基地看兩百年才經過一次的奧米茄。在天火離開後、在某次交戰時和震盪波等人一起行動、卻剛好波及到天王星的工作室、打算帶天王星逃跑時卻被柯博文從身後一槍擊殺。
他的死亡是天王星加入狂派並改名為天王星的主因，因為他在天王星過去引爆月球二後基地上的彈藥庫、以吸引終極衛兵的注意時曾經說過他「You screamed the star into seeing us.」(天王星的原文為「StarScream」，由星星和尖叫組成。
- 閃電(Blitzwing)

目前在本世界觀中尚未登場，不過在《變形金剛 #13》中出現了和其長相類似的狂派成員，不過外觀烤漆以綠色為主。
- 熱鍊(Hotlink)

登場於《變形金剛 #18》，留在賽博坦上的追跡者之一，外觀上和天王星等人類似、主色為藍色。個性衝動、在碎顱殺死同伴後憤怒的進攻、但也隨即被斬殺。
- 電流(Bitstream)

登場於《變形金剛 #18》，留在賽博坦上的追跡者之一，外觀上和天王星等人類似、主色為粉紫色。在碎顱殺死熱鍊後試著勸阻對方、但立刻被碎顱從中間縱切一分為二斬殺。

### 人類
- 史派克‧魏瓦奇(Spike Witwicky)

首次出現在《變形金剛 #1》中。卡麗的朋友，將作為太空人死亡的兄長吉米(Jimmy)視為榜樣，並且也希望成為太空人，但是尚未告訴史巴克。
在和卡麗一起觀月時時意外發現方舟號和其上昏迷的變形金剛們。小時候有「尖尖」(Spikey)的暱稱。在天王星和柯博文等少數被修復好的兩派變形金剛交戰時，被柯博文率先注意到，並予以保護，而史派克和卡麗則在柯博文被天彎和破壞攻擊時將他的離子爆彈槍推給他、讓他擺脫困境。之後搭乘柯博文緊急逃離，並指引他們來到他和卡麗經常前往的採礦場作為臨時據點。
在作為臨時據點的採礦場外和柯博文交談、理解彼此。在柯博文前往發電廠時，基於父親史巴克也在那裏工作而堅持一起前往發，並在柯博文前往支援跳崖者時跟著來到現場，並在試圖幫忙時遭到史巴克等人的流彈誤傷，之後和父親史巴克一起被柯博文載往醫院接受治療、一直坐輪椅直到《變形金剛 #18》中才恢復行走能力。在治療途中因為天王星炸毀醫院發電器而性命垂危、因為柯博文釋放出領袖矩陣剩餘的能量、恢復醫院電力而得以穩定，但依然在昏迷狀態。在《變形金剛 #6》最後清醒，並寫字詢問父親的狀況，之後面對柯博文帶來的噩耗感到悲慟不已，但表示這不是柯博文的錯，之後在湖邊和卡麗談心。
回到醫院檢查時被太空火車綁架，為了避免無辜者遭殃主動站出來，讓太空火車感到敬佩。在途中被巨浪救出後，在湖邊交談在巨浪認定無能為力、打算帶他離開到安全地點時看到一隻鹿而想起柯博文對地球生命的愛護，決定回頭。在回到方舟號之後，在《變形金剛 #15》中、和雅希等人一起離開、並在一片樹林中找到馬格斯、但之後遭到人類軍隊攻擊、搭乘巨浪逃離，並回到方舟號、和柯博文談心，一度有希望柯博文能透過領導矩陣和父親通話、不過有想到實際上是不可能的。也見證了銀箭和巨浪打撈天火上岸、並對於全員變形為飛機的航空金剛感到驚訝。在方舟號遭到狂派攻擊後下落不明。
- 卡麗(Carly)

首次出現在《變形金剛 #1》中。此版本的設定目前和先前的版本不太一樣，是一個個性較為活潑，喜歡藝術的黑髮少女，在自己的廂型車上噴滿噴漆。家庭經濟狀況不太好。史派克的朋友。
在和史派克一起在觀月時意外發現方舟號和其上昏迷的變形金剛們。在《變形金剛 #2》時率先和對地球的一切感到陌生的跳崖者「握手」，在史派克和柯博文前往發電廠時，為了確認父親的安全而開車回家，在不知道的情況下遭到雷射鳥追蹤，並回到家後發現逃到自己家中的史巴克。
在《變形金剛 #3》得知父親的死訊而感到悲痛，隨即遭到雷射鳥的襲擊，所幸跳崖者及時出現，不過來不及說明、史巴克就攻擊了跳崖者、並帶著卡麗以偷來的警車到當地酒吧。卡麗試著向眾人說明博派和狂派的差異但是無效。在《變形金剛 #4》中坐在跳崖者的跑車型態內一起撞向天王星，之後在醫院中因為喪父之痛而接受跳崖者的安慰。在來到水壩後和跳崖者一起在水壩上方負責開啟渠道，但之後遭到天王星襲擊時、雖然試圖以手槍反擊、但是不幸掉落，所幸被雅希所救起。之後想一起前往方舟號，但是被柯博文和史巴克婉拒，不過跳崖者讓她偷偷一起上車前往，但是隨即遭到狂派反擊，並勸說跳崖者不要直接往前衝、而是先想辦法進入方舟。在進入方舟沆遭遇天王星時向其控訴殺父之仇、之後在跳崖者拖住天王星時對其開火，之後在跳崖者無法下手時不斷提醒她天王星做過的各種是，但是被天王星趁機抓住時痛苦大叫，不過天王星剛好被蹂躪者砸中而鬆手、掉下的卡麗被跳崖者救起，但是再此之後變得十分孤僻，獨自練習射擊，並對前來告誡的雅希不滿，將其名字誤唸為「雅比(Arbee)」，也不在乎雅希的故事。之後在湖邊和史派克談心、表示他們應該要更有防衛能力、依然拒絕和跳崖者溝通，之後回到方舟號中打算用火箭砲把天彎剩下的部分炸掉，遭到柯博文勸阻後放下武器，但仍然意外擊發。在得知博派準備再次出動後打算前往，但被柯博文制止。但是被雅希破例接收為鐵學徒，並與其和輪傑前往水壩、成功說服民兵隊、回收渦輪發動機。從雅希口中得知震盪波的殘忍、對被俘的跳崖者擔心不已，但是被阻止加入救援突襲行動，不過在方舟號上看到前線畫面後、直接開著廂型車衝過天彎的傳送門、撞開音波抓住跳崖者的右手、救出跳崖者。但是隨即被蹂躪者採毀廂型車、在跳崖者的幫助下爬出殘骸，目睹跳言者被踹飛進通往賽博坦的傳送門。在回到方舟號之後，在《變形金剛 #15》中、和雅希等人一起離開、並一起找到馬格斯、一開始遭到馬格斯誤擊，但之後一起談心。遭到人類軍隊攻擊後被麻醉俘虜、讓雅希非常憤怒。
- 史巴克‧魏瓦奇(Sparkplug Witwicky)

首次出現在《變形金剛 #1》中。史派克的父親，妻子很久就過世了，在此版本中除了史派克外還有一個名為吉米的長子，在執行太空任務時過世，史巴克試著藉由喝酒掩蓋傷痛。具有退伍軍人背景。外號史巴奇(Sparky)。
天王星等人離開被炸毀的方舟號之後來到他所任職的發電廠、並殺死戴夫。在《變形金剛 #2》時和一個警察交談，並對對方的消極態度不滿，然而很快就再次遭到天王星和天彎的襲擊，因此駕駛死亡警察的警車逃到卡麗家中、並穿上軍裝，對所有變形金剛均不信任且抱持恐懼。在《變形金剛 #3》在卡麗家中遭到雷射鳥的襲擊，試圖抵抗失敗後、攻擊了前來支援的跳崖者並帶著卡麗逃到當地酒吧，發現朋友組織出一小隊民兵，並再次攻擊了前來確認卡麗安危的跳崖者，不過迅速遭到天彎襲擊，之後在天彎與柯博文交戰時以火箭砲轟毀柯博文的右手，但是因為史派克被流彈誤傷而要求同伴停止射擊、一度要求柯博文不准碰受傷的史派克，最後和史派克一起搭上柯博文變形的卡車前往醫院，雖然遭受天王星阻攔但是成功前往醫院。在柯博文釋出領袖矩陣的能量、復原醫院的電力後稍微感到心安，並見證柯博文為了鼓勵病童而兩次變形，在和其短暫交談後，提出他或許有辦法解決博派所遭遇的能量短缺問題，並在《變形金剛 #5》中帶博派來到發電廠的動力源頭─水壩，和柯博文交談在戰爭中的一些經驗，在修復渦輪發動機時其工程能力受到輪傑的稱讚。之後搭乘柯博文前往方舟號，在看到太空船時一度想起長子吉米臨走前的畫面，但很快遭到工程金剛襲擊。在試著進入方舟時被裂雷攻擊、柯博文為了保護他而被蹂躪者抓住重傷。之後在方舟內，面對重傷、瀕死的柯博文丟下的領袖矩陣，表示自己一直希望死的是自己而不是吉米、現在就是他的機會，並在要求柯博文替他照顧所有人、向史派克傳話表示他對史派克感到驕傲後，便走入領袖矩陣之中、以自我犧牲的方式為其充能而死亡。
- 傑瑞(Jerry)

首次登場在《變形金剛 #1》，在史巴克喝酒的酒吧、向酒保聲稱他看了「變形成紅色和白色飛機的機器人」，估計應該是正在收集地球資料的天火。之後在《變形金剛 #3》時成為民兵自衛組織之一、在遭到天彎的攻擊時在場。
- 丹尼(Danny)

首次登場在《變形金剛 #1》，史巴克喝酒的酒吧酒保。
在《變形金剛 #2》時，他的酒吧成為了當地民兵的聚集處。酒吧中有火箭炮等重型武器。
- 戴夫(Davey)

首次登場在《變形金剛 #1》，史巴克的同事，被天王星殘忍的殺死，在《變形金剛 #2》揭露他是卡麗的父親。
- 冰霜(Frost)

首次登場於《變形金剛 #2》，公爵的搭檔。和公爵一起駕駛戰鬥機前往爆炸的發電廠，起初將戰鬥機模式的天王星誤認為友機，之後遭到擊墜，緊急彈出之後，遭到天王星殺死。
- 艾戴爾‧伯克哈特博士(Dr. Adele Burkhart)

首次登場在《公爵 #1》中。白色長髮的女性，天文物理學者。
邀請中爵來到她的住處，向他說明自己過去的研究經歷，並提到對一種新興的超強能量源，如果被運用在武器戰爭上可能會造成極大的危害，並建議公爵前往最先進的軍火公司火星工業調查。在公爵潛入期間遭到獨眼龍少校的血獵犬襲擊、在臨死前將一個超能量體感測器交給公爵後斷氣。
- 雪莉(Sherry)

僅在《公爵 #2》中登場，和離合器度過一夜情的金髮美女，因為離合器叫不出她的名字憤而離去，並賞了離合器一巴掌。
- 凱文(Kevin)

僅在《變形金剛 #16》中登場，和其朋有在水壩附近騎腳踏車並目睹蹂躪者和怖提剋斯之間的激鬥。在水壩破壞後差點被波及、但被破路先鋒及時用自己的力場保護。

#### 特種部隊(G.I. Joe)
由霍克上校創立、由公爵領導的軍事特殊組織，為了應對變形金剛的威脅而產生。在本作中多次強調「美國英雄」(America Hero)的概念。
- 康拉德‧豪瑟/公爵(Conrad Hauser/Duke)

首次登場於《變形金剛 #2》。年輕人類男性，金色短髮，廣受敬重的軍人，軍階是，在假死後負責為霍克上校招募特種部隊。
和搭檔冰霜一起駕駛戰鬥機前往爆炸的發電廠，起初將戰鬥機模式的天王星誤認為友機，之後遭到擊墜，和冰霜一起緊急彈出，但對方卻遭到天王星殺死，公爵隨即展開噴射背包、以佩槍進行反擊，最後僥倖逃脫。其墜毀的戰鬥機在發電廠引發的爆炸吸引到了柯博文等人的注意。
在刊物《公爵》中延續了他的故事，他在遭遇天王星後夜不能寐，而且他的「戰鬥機變形成巨大機器人」故事使他被認為發瘋了，並被迫休假，於是開始自己找尋真相，並來到愛戴爾博士的家，接受其建議偷偷入侵火星工業，發現他們在製造的先進武器，但是很快被墨瑟發現，並被抓獲，但是被戴斯卓放走。之後回到艾戴爾博士住處，卻發現遭到血洗，並立刻被趕到的武警部隊視為兇手、遭到追緝，最後跳出公寓窗戶成功逃脫。來到離合器的車行尋求協助，找他幫忙破解艾戴爾博士的儀器，但是遭到搖擺舞的襲擊，開車逃逸後鄭重追跡者的陷阱，和離合器一起被抓獲關押到「大坑」的過程中表示自己對搖擺舞和追跡者有所耳聞。經過獨眼龍少校的襲擊後、在霍克上校的安排下見到男爵夫人，不理會對方的合作邀約，並將對方的身世全盤抖出，並表示自己是為了好好解釋才故意被抓的，但是對於男爵夫人的進一步質問無力反駁。
- 霍克上校(Colonel Hawk)

首次登場在《公爵 #1》中，認為表面上認為公爵的精神狀態還不穩定、要他好好休個假，但實際上是打算讓公爵在著詢答案的過程中假死、以避免政府中的間諜發現。
在公爵逃脫期間派追跡者和搖擺舞前去捉拿他。
在《超能量宇宙特刊 2024》中雖然表面上反對，但是暗中協助公爵招募男爵夫人，並表示自己同時在組建不只一支隊伍，同時閱讀多份印有博派標誌的檔案。
- 康特妮‧A‧葛瑞格/封面女郎(Courtney A. Krieger/Cover Girl)

首次登場在《公爵 #1》的尾頁，短髮年輕女性。
霍克上校的助理。
- 安娜塔希雅‧西索羅夫諾/男爵夫人(Anatasia Cisarovna/Baroness)

首次出現在《公爵 #2》中，為戴眼鏡的青年黑髮女子，是格鬥高手、間諜和刺客。出身自富有的家庭，但是因為無聊而接受致命的刺客訓練，一度為東歐的某特務機構工作，但之後脫離體系並成為恐怖份子。
被關押在「大坑」中，向公爵和離合器提議合作，對離合器的無禮憤怒，但是對公爵竟然對自己瞭若指掌感到驚訝，不過表示對體系的反感，並嘲笑公爵效忠的是他自己都不相信的體系，
在《超能量宇宙特刊 2024》中，被霍克上校刻意安排的襲擊中被公爵所協助後答應加入特種部隊，並且穿上具有特種部隊標誌的馾掃星星和藍白紅三色條紋的制服。
- 傑夫人(Lady Jaye)

首次登場在《超能量宇宙特刊 2024》，霍克上校的手下，棕色短髮的年輕女性。
在霍克上校的命令下偽裝襲擊男爵夫人，實際上是為了讓公爵可以出現並將她救走、以招攬其進入特種部隊。
- 打火石(Flint)

首次登場在《超能量宇宙特刊 2024》，霍克上校的手下，戴軍帽的年輕男性。
在霍克上校的命令下偽裝襲擊男爵夫人，實際上是為了讓公爵可以出現並將她救走、以招攬其進入特種部隊。
- 朗佐‧「追跡者」‧威金森(Lonzo "Stalker" Wilkinson)

首次登場在《公爵 #1》，戴軍帽的非裔中年男性，個性冷靜。備受尊敬的老兵。
被霍克上校派去捉拿公爵。在將公爵和離合器關進大坑後和霍克上校會報，但對此感到不滿，認為公爵不應該遭此待遇。
- 克雷格‧「搖擺舞」‧瑪柯諾(Craig "Ronk 'N Roll" Mcconnel)

首次登場在《公爵 #1》，大鬍子的金髮中年男性，喜愛搖滾樂，在執行任務時會播放音樂。備受尊敬的老兵。
被霍克上校派去捉拿公爵。在將公爵和離合器關進大坑後和霍克上校會報，但對此感到不滿，並提到如果公爵沒有受傷且反抗到底，他們還不一定能成功。。
- 蘭斯‧斯坦伯格/離合器(Lance Steinberg/Clutch)

首次登場於《公爵 #2》，大鬍子的棕髮男性，科技和技術專家，非常喜愛自己改造的車輛。
公爵的舊識，在自己的車行工作，在早上喝咖啡時被公爵找上，之後協助其清理傷口取出子彈，雖然不相信巨大機器人的故事，但是相信公爵知道自己在幹嘛，並搞懂艾戴爾博士給他的裝置，部過意外啟動戴斯卓手邊的裝置、讓他們的位置被鎖定。之後兩人一起被搖擺舞襲擊，在開車逃跑後被追跡者突襲，一起被抓獲到大坑關押，並見到男爵夫人，並在男爵夫人不斷提出合作邀約時要她停止叫嚷。
- 夏娜‧「緋紅女郎」‧O‧哈拉(Shana “Scarlett” O’Hara)

首次登場於《緋紅女郎 #1》，紅色頭髮的年輕女性，原屬於軍方特工。
為了尋回自己的好友金克斯而屢次破壞任務，因此被軍方辭退，不過返家後遇到前來招募她的追跡者。
- 哈蘭‧摩爾/雪人(Harlan Moore/Snow Job)

首次登場於《緋紅女郎 #1》，金髮，大鬍子男性，擅長滑雪和狙擊，曾經救過緋紅女郎和金克絲。
在緋紅女郎的任務中負責擔任直升機駕駛。
- 金克絲(Jinx)

首次登場於《緋紅女郎 #1》，黑髮亞裔女性。曾經是緋紅女郎的室友和好友，兩人共同發明了一套基於共同回憶的密碼語言。
基於任務理由而遠離緋紅女郎。
- 卡爾‧格里爾/(Carl Greer/Doctor)

首次登場於《變形金剛 #20》，負責研究受到俘虜的馬格斯，本名未知。曾經相信聖經。中年黑人男性、帶著綠色眼鏡，鬢角已經發灰。在將軍試圖拷問馬格斯時指出他是戰俘、應該受到適當對待、不過對方不予理會。

#### 眼鏡蛇之地(Conra-La)
位於地球海底深處的隱藏文明，具有獨特的技術和價值觀，居民崇尚血肉等有機組織和自然生命秩序，將機械技術視為「褻瀆的」。
- 眼鏡蛇指揮官(Cobra Commander)

首次登場於《眼鏡蛇指揮官 #1》。造型非常經典，身穿藍色長風衣和軍裝，臉上帶有一副平滑的銀色面具。科學家，具有頂尖的聰明才智，擅長製作和使用各種高科技道具，認為人類全都是蠢蛋。個性十分自恃，對待他人十分無禮。
被戈拉布琉斯所找到時失去人生目標，於是被帶到眼鏡蛇之地、給予照顧、目標並成為生化科學實驗室的人員，與同仁科學家一起剖析打撈上岸的密卡登，並以從中獲得的技術和知識製作高科技裝備。在某次暴民突襲中被自己同伴手中未丟出的手榴彈波及而重傷毀容，在接受眼鏡蛇之地的特殊照護後恢復健康，並以面具遮住臉部。復原後前往覲見戈拉布琉斯，被指責使用褻瀆科技，但反而認為自己應該為此受到尊重、晉升，戈拉布琉斯接著告知他是民眾所指責的目標侯，表示自己對戈拉布琉斯和眼鏡蛇之地忠心不二，但被其指責說謊，並打算派護衛處決他，但是眼鏡蛇指揮官使用機械昆蟲反擊，並表示只有戈拉布琉斯可以管理好那些懷疑的暴民，自己可以增強眼鏡蛇之地的實力、讓戈拉布琉斯征服世界。
之後順利回到生化科技實驗室，並對著被固定、拆除雙臂的密卡登自言自語，表示自己對戈拉布琉斯是誠實忠心的，只不過沒又告訴他關於他在密卡登的資料庫中找到的外星大戰資料、提到眼鏡蛇之地在地球上或許算是先進文明，但是和外星科技相比不值一提，以及自己不像其他科學家一樣試圖逼密卡登開口，而是以強行通電、極度痛苦的方法直接將知識直接從密卡登身上抽離，並且對密卡登的燃料很感興趣，將其稱為不只強大、而且是變革性的。之後在戈拉布琉斯的命令下，在復仇執行者的監護的條件下上岸，試圖取得更多超能量體，先在美國北方上岸並搶走當地人的雪地車，並在現場留下眼鏡蛇的標誌。
之後便一直在尋找超能量體，並為此摧毀了敢死隊的據點、在被復仇者刺殺後成功存活，目前正在和火星工業進行交易，以超能量體和高超科技換取對方的工業產能。
- 戈拉布琉斯(Golobulus)

首次登場於《眼鏡蛇指揮官 #1》，眼鏡蛇之地的統治者，身穿紅色長袍、看不清楚臉部，但下半臉膚色蒼白。
很久以前在地表世界找到了失去人生目標的眼鏡蛇指揮官，並將其帶回眼鏡蛇之地照顧，並任命其為科學家。
在眼鏡蛇指揮官復原後傳喚他，並指責他回報自己的好意的方式是害死自己的神經科學家、並使用了從怪物身上得到的褻瀆科技，之所以治好他只是為了親眼看他死，並命令護衛殺死他，但是被其說服而放過他。
在密卡登突破監禁後親自試圖制服他，但是失敗。
- 派索娜(Pythona)

首次登場於《眼鏡蛇指揮官 #1》，眼鏡蛇之地的軍事人員。膚色慘白的女性，頭部兩側有紫色的紋路，光頭，只有一根高高的單馬尾。在眼鏡蛇指揮官復原後替戈拉布琉斯傳令召喚他。在密卡登的襲擊後，率另一艘太空船準備前往賽博坦進行偵查，但在途中被蜥皮怪的類石船抓獲。

#### 敢死隊(Dreadnoks)
飛車黨，以一處沼澤為據點，以超能量體為目標。在遭遇眼鏡蛇指揮官和復仇者和死傷慘重。
- 嗡鳴(Buzzer)

首次登場在《眼鏡蛇指揮官》，敢死隊成員。
- 撕裂者(Ripper)

首次登場在《眼鏡蛇指揮官》，敢死隊成員。在敢死隊被復仇者掃蕩過後，被眼鏡蛇指揮官俘虜並作為人質。
- 火炬(Torch)

首次登場在《眼鏡蛇指揮官》，敢死隊成員，使用重型火焰噴射器作為武器。
- 札拉娜(Zarana)

首次登場在《眼鏡蛇指揮官》，敢死隊成員。
- 贊達(Zandar)

首次登場在《眼鏡蛇指揮官》，敢死隊成員。
- 札坦(Zartan)

首次登場在《眼鏡蛇指揮官》，敢死隊成員。
- 雷霆機器(Thunder Machine)

首次登場在《眼鏡蛇指揮官》，嗡鳴和撕裂者的專屬載具，在車頭前具有兩挺重型機關槍的四輪裝甲車。

#### 火星工業(M.A.R.S)
長期由戴斯卓家族所掌控的軍火工業，具有極為先進的技術。發現超能量體後，以其為基礎設計了一系列高耗能的強大兵器。
- 戴斯卓(Destro)

首次登場於《公爵 #1》，頭上和手上都戴了銀色的面罩。
在2024年6月開始發行個人刊物《戴斯卓 #1》。
火星工業的現任領袖，軍火商世家戴斯卓家族的現任成員，在墨瑟和士兵抓住公爵後要他們放走他，但是之後又雇用獨眼龍少校去「大坑」追捕公爵等人。
在墨瑟的護衛下和眼鏡蛇指揮官展開接洽和合作，對方提供超能量體、他提供廠房設備製造武器。在併吞一個小國後將器做為自己的據點，不過為此行動和眼鏡蛇指揮官發生爭執，因而前往在山上的秘密洞窟中和過去祖先的靈魂諮詢，之後舉辦軍火展覽會、吸引眾多買家或類似企業前往參觀，不過被廣泛企業的無人轟炸機砸場。
- 墨瑟(Mercer)

首次登場於《公爵 #1》中，高大壯碩的黑髮男子。
抓到潛入火星工業的工廠的公爵，和保安擊倒他之後將其交給戴斯卓。之後受戴斯卓的命令，指揮部隊前往另一處據點。在戴斯卓和眼鏡蛇指揮官見面時有做為保鑣護送。
- 賽巴斯汀‧布拉德/獨眼龍少校(Major Sabastine Bludd )

首次登場於《公爵 #3》，戴斯卓雇用的傭兵，率領一支稱為「血獵犬」的傭兵隊。
成功進入「大坑」，並一度憑藉偷襲和先進裝備壓制公爵，但是被男爵夫人從腦後射擊而失去意識。不過沒有死亡，僅失去左眼，醒來後憤怒的命令部隊開火，但最後公爵等人還是成功逃跑。
- 哈頓將軍(General Horton)

首次登場於《變形金剛 #13》中 一名身材魁武的男子 紅色的龐克頭和絡腮鬍。其父親曾經是特種部隊之一，之後被招募進火星工業。打撈隊隊長，但是對於自己所處率領的隊伍非常不滿，但是認為發現天王星可以改變他的地位。在天王星昏迷時在牠體內裝了一堆炸藥，炸藥除了和牠的小隊成員心跳相連、也有一個引爆器，並一度以此要脅天王星。在《變形金剛 #14》空火車飛行的顛簸路程中意外昏迷，清醒時因為對天王星擅自招募的戰鬥金剛不滿而打算引爆炸藥、卻發現炸藥已經被麗茲等人拆除了，之後被天王星以下半身的履帶輾死。
個性暴躁、容易生氣並對自己的隊員大吼大叫。
- 馬丁(Martin)

首次登場於《變形金剛 #13》中，打撈隊隊員之一，把火山中昏迷不醒的把天王星吊起來的人之一。在天王星重量超過坦克吊臂重量而掉下時差點被砸到。有畫素描的習慣，在天王星殺死其他打撈隊隊員時倖存，負責為天王星畫肖像。
- 麗茲(Razz)

首次登場於《變形金剛 #13》中，打撈隊隊員之一，把火山中昏迷不醒的把天王星吊起來的人之一。在天王星重量超過坦克吊臂重量而掉下時差點被砸到。在《變形金剛 #14》、天王星醒來後後為了救自己的貓跟他槓上。在哈頓將軍昏迷期間，為了回家拆除天王星體內的炸藥、但在哈頓引爆失敗後、麗茲隨即被天王星拍死。

#### 嵐影氏族(Arashikage Clan)
一個位在日本的忍者部落，由剛大師領導。
- 剛大師(Hard Master)

首次登場在《緋紅女郎 #1》，禿頭的壯年日本男子，氏族領袖，道場負責人。
- 白幽靈(Storm Shadow)

首次登場在《緋紅女郎 #1》，白衣忍者，剛大師的護衛之一，擊倒了緋紅女郎。

#### 廣泛企業(Extensive Enterprises)
由托馬斯和斯馬托經營的大型事業體，提供武裝雇用服務。火星工業的商業競爭對手。
- 托馬斯和斯馬托(Tomax & Xamot)

首次登場在《戴斯卓 #1》，廣泛企業的經營者。雙胞胎，兩人的外觀完全一樣，除了瀏海左右顛倒之外。
因為其他業務無法出席戴斯卓舉辦的軍火展覽商會，並派了無人轟炸機去砸場。
- 緋紅護衛(Crimson Guard)

首次登場於《戴斯卓 #1》。廣泛企業的私人軍隊，採用高科技的裝甲和火力。

#### 混合科技(Hybrid Technologies)
虛構科技產業，和現實中的日本企業無關。
- 阿絲托莉亞‧柯爾頓-麗茲(Astoria Carlton-Ritz)

首次登場於《戴斯卓 #1》，混合科技的現任執行長，年輕棕髮女子。參加戴斯卓舉敗的軍火工業展覽。差點被廣泛企業的炸彈炸死，被戴斯卓撲倒逃過一劫，不過面無懼色。
此人物在G1世界觀登場過，在第35集〈愛上滑翔機的女孩〉(The Girl Who Loved Powerglide)一集中出場並作為該及主要角色之一，並與博派金剛滑翔機(Powerglide)墜入愛河的人類女子。

### 宇宙

#### 阿戈里人
- 達拉克(Darak)

首次登場於《虛空對手 #1》。阿戈里人年輕男性，有黃色的皮膚、黑色短髮，額頭上有橘色的礦物。
和嚴肅的索麗拉相比個性較為放鬆樂觀。
他是阿戈里人的政治高層杜林部長的兒子，也被譽為阿戈里人中最優秀的飛行員，年輕時曾經是邊緣行者(Edgewalker)、身體比看起來更強壯。最初是為了替阿戈里人在戰爭中搶先取得一顆重達四千多噸的冰作為水資源而出發，但是在行程中遭遇幻象，並遇到索麗拉，與其進行空戰。
在和索麗拉進行空戰的結果是雙雙墜毀在一顆荒涼的星球上。之後兩人一起合作、試圖利用雙方的飛船離間拼湊出可用的飛行器以離開這顆星球，但是失敗。在看到天火變形、飛走後重燃希望、建議兩人脫下頭盔以拼湊出足以離開的飛行器，並發現澤頓人和阿戈里人其實長的一模一樣、證實他所看到的幻象。
在經過一番努力後，和索麗拉一起拼湊出一艘可用的太空船，後來一起被蜥皮怪擄獲，在逃跑時遭遇船上被囚禁的昆特紗蠍、但成功合作將其關回牢籠中。之後放出昆特紗檢察官後再次遭於蜥皮怪，不過與其達成交易，用他和索麗拉拼湊出來的太空船交換將檢察官還給蜥皮怪，獲得蜥皮怪給他們一艘星雲星太空船和一點食物。之後在某段時間利用星雲星太空船上的設備跑步健身時候索麗拉討論兩人如何和平地回到各自的星球交差，提出各自搭乘逃生艙的方案，隨後遭到索麗拉背叛後，交送給澤頓政府當局，之後遭到關押、確認無法逃脫時，索麗拉因為被發現曾經取下頭盔而被送進同一間牢房，之後達拉克被帶走，遭到三天的刑求拷問、毆打，衣服、頭盔和人工智慧助手都被剝奪，但意志力堅強的拒絕透漏任何消息。在拷問者暫時離開時遭到奧圖姆營救，取回衣服、頭盔和手套，然後透過地下管線來到統一者的基地、見到卡妮拉，得知統一者的存在，但表示在他們救出索麗拉之前不會與其合作。之後在索麗拉會合後，與統一者一起試著逃跑，但因計畫走漏而失敗、單獨和索麗拉搭乘列車來到澤頓尼亞北方廢土，表示自己曾經在此存活過，帶著索麗拉和助手繼續行動，之後遭遇柏拉希墓斯的追殺後，帶著負傷的索麗拉繼續往北，並遇到跳耀者。在跳耀者擊敗柏拉希墓斯後，讓索麗拉接受其治療，對於跳耀者對澤爾塔的說法較為相信。在索麗拉和跳躍者大戰澤頓軍隊時駕駛邊緣行者幫忙，但效果有限。之後和索麗拉分道揚鑣、回到阿戈里星，並在羅德的船抵達後和其交涉，試著說服大眾、這些巨型機器人是友善的。
- 助手(Handroid)

首次登場於《虛空對手 #1》。達拉克的人工智慧輔助裝置，基本上是一個套在右手上的紅色手套。會不時提醒達拉克相關的規定、也能對機械、環境進行分析。其原文「Handroid」是結合「Hand」(手)和「Droid」(機器人)的原創詞彙。
功能先進多樣，達拉克曾經用其關閉類石船上的閘門、將昆特紗蠍關回牢籠中、同樣也以其開啟關押昆特紗檢察官的牢籠。
在達拉克被索麗拉被判後操控達拉克的部分身體進行反擊，但因為索麗拉直接威脅達拉克身體的其他部分而投降。在達拉克和索麗拉分開石被達拉克送給索麗拉、以利她進行探索。
- 杜林部長(Minister Dulin)

首次在《虛空對手 #2》中登場，達拉克的父親，禿頭、大鬍子，略為肥胖。阿戈瑞亞的政治高層，對達拉克相當嚴厲。在《虛空對手 #4》揭露，他一直和對方的領袖札利拉克首相有所聯繫，也知道雙方其實根本是同一種族的事實，在對方問及達拉克的事情時，表示他不在乎這個兒子、任其處置。不過還是不時過問達拉克的狀況，但是在達拉克成功回到阿戈里後態度卻不是很好。

#### 澤頓人
- 索麗拉(Solila)

首次登場於《虛空對手 #1》。年輕女性澤頓人，黃色皮膚、綠色長髮，額頭上有綠色的礦物。
個性較達拉克更嚴肅、衝動、好鬥。
澤頓人駕駛，同時也是技巧優秀的戰士。主要武器是一根帶電的長矛，可以重擊地面發出衝擊波。
在和達拉克進行空戰的結果是雙雙墜毀在一顆荒涼的星球上。對助手不屑、稱其為「阿戈里人的柺棍」。在兩人拼湊飛船的過程中和達拉克成為朋友，在船艦爆炸後找到以戰機模式沉眠的天火，並對其輸入能量、結果天火甦醒變形後卻飛走。
之後和達拉克一起合作拼湊出一艘飛船，不過相比於達拉克在心理上更難適應。
在初次和蜥皮怪交戰時使用可自動召喚的長矛擊倒他、讓自己和達拉克可以逃跑，之後遭於蜥皮怪放出的昆特紗蠍後負責牽制、讓達拉克可以順利關門。一度支持達拉克放出檢察官的決定，但是在看見對方後很快就感到後悔。在蜥皮怪的飛船上和達拉克討論了最佳方案，但是在快要抵達目的地時用長矛的電波過載達拉克的頭盔、使其暈過去，並將航線重新設定為澤頓尼亞，儘管遭到助手的反擊，但以達拉克的身體威脅其交出武裝。在達拉克清醒後，將其交送給澤頓尼亞政府當局，並要求他不可以像任何人提及他們脫下頭盔的事情。之後與札利拉克首相交談時，透漏了他曾經和達拉克合作，但是被札利拉克覺到她已經看過對方的臉了，並將其關進關押達拉克的牢房，之後被維爾女士造訪。後來被統一者領袖卡妮拉偽裝成一名雷射兵逃出監獄，但是在試著偷渡回阿戈瑞亞時計劃走漏，和達拉克單獨逃到被稱為廢土的澤頓尼亞北方區域，但是並不認為這樣有比較安全。之後和柏拉希墓斯交戰後落敗並受到重傷，直到被達拉克帶到跳耀者所在的地方，在地下實驗室輸入超能量體後恢復。在昏迷途中和澤爾塔展開交談。在實驗室外和澤頓軍隊展開大戰，成功擊退對方，但之後和達拉克分開行動，帶著達拉克贈送的助手開始探索地底、試著尋找澤爾塔的跡象，之後遭遇到一台超級電腦。
- 札利拉克首相(Premier Zalilak)

首次登場於《虛空對手 #4》中。澤頓尼亞首相，具有許多稱號。身材高大魁武的中年澤頓人，平時以全套裝甲的方式示人。在獲得索麗拉所繳獲的達拉克後，打算用其「最偉大的飛行員」的身分和阿戈里人換取資源，並稱讚索麗拉的形維，但在得知索麗拉曾經脫下頭盔後下令將其關押，並秘密與杜林部長聯繫、和他討論該怎麼處理達拉克，揭露他早就認識杜林部長了，而且也知道雙方其實是同一種族的事實。在得知索利拉和達拉克雙雙逃跑後憤怒不已，強調統一必須被阻止、必須避免巨萊恩(Gloiant)的出現。後來知道兩人已經逃入被稱為死亡區域的廢土也堅持追趕，並打算派出一名獵人去追捕他們，對獵人柏拉希墓斯的說詞是阿戈里人腐化了澤頓戰士並將其帶到廢土。在發現柏拉希墓斯的訊號消失後、向廢土派出了大軍。
- 維爾女士(Mistress Vill)

首次登場於《虛空對手 #5》。澤頓人宗教團體的成員，索麗拉曾經待在其所屬的宗教團體。
在達拉克被帶走後，來到索麗拉的牢房，表示她命不該絕，正在前無古人的路上前進。
- 柏拉希墓斯(Proximus)

首次登場在《虛空對手 #7》。澤頓人獵人，過去曾經是完整的活人，但是現在以半殘的機械化身軀存活，平時只有軀幹浸泡在液體艙中，只有需要出動時才會被提出，接上機械纖維形成的四肢、穿上盔甲和武器。被稱為是最致命的澤頓人。在浸泡狀態可以接透和外溝通，會在一個虛擬空間中以還是活人時完整的樣貌進行交談，他本人同意後才會出動。一路追殺索利拉和達拉克直到北邊廢土，並和跳躍者展開交戰，最終落敗，之後脫離機械義肢脫逃、直到澤頓軍隊撤退時偷偷掛在其中一輛坦克後方，並開始修復自己。
- 古蘭(Gulan)

首次登場在《虛空對手 #7》，負責啟動柏拉希墓斯，並對此感到恐懼、祈求澤爾塔的原諒。

##### 統一者
澤頓尼亞的地下反抗組織，目的是促進雙方的和平交流和統一。
- 奧圖姆(Ultum)

首次登場於《虛空對手 #5》。澤頓尼亞人小孩，統一者的一員。
在達拉克遭到拷問的空檔將其助手、衣服和頭盔還給他，並帶領他來到地下反抗軍的秘密基地。在統一者試圖偷偷將達拉克和索麗拉偷渡回阿戈瑞亞時，為了得知母親的位置而將統一者的資訊透漏給澤頓尼亞當局。
- 卡妮拉(Kanela)

首次登場於《虛空對手 #5》。澤頓尼亞人女性，光頭，統一者的領袖。
與奧圖姆救來的達拉克見面，並告知他統一者的存在、目的，但是對於其要求救出索麗拉感到驚訝。之後獨字潛入監獄、救出索麗拉，並打算讓兩人偷偷回到阿戈瑞亞、想辦法和統一者失去聯繫的線人接觸，但是奧圖姆走漏計畫而失敗，不過卡妮拉並不怪罪奧圖姆。在遭到澤頓尼亞士兵逮捕前，因為索麗拉的幫助而僥倖逃脫。

#### 昆特紗人
- 檢察官(Quintesson Proscutor)

首次登場於《虛空對手 #3》，被蜥皮怪所關押。原先受到法官的命令，搭乘太空船要將昆特紗蠍運送到多米納斯星上的競技場，不過其太空船被蜥皮怪所抓獲，他和機械怪些都遭到囚禁。一度被達拉克和索麗拉放出，但是最後又被蜥皮怪抓住。蜥皮怪試著把他賣給震盪波但失敗，之後被送還到昆特紗星的法官面前，被撤責罵後帶走。
此角色首次登場在1986年的《變形金剛大電影》中，其造型和本作設定相當符合。
德茲米爾(Dezimir)
首次登場於《變形金剛 #19》，坤特紗檢察官之一，差別之處在於在長袍下有章魚觸角般的粗大綠色觸手。在其主人的意志下、帶著幾名鱷魚精俘虜密卡登。持有和領導矩陣相對應的黑暗版本，該矩陣具有奴役他人的力量。手下除了鱷魚精之外還有一群鯊魚精部落(Sharkticon Horde)，他本人則可以召喚出其本體─一個巨大的金屬機甲巨獸(Mechanokoar)作為武器。負責密卡登的審判過程、一次次以機械巨獸殺死他、直到他的主人到來，賦予密卡登手槍型態。不過之後被其主人命令、使用密卡登時變形的、可以操控使用者的手槍、擊殺機械巨獸而死亡。
- 五面法官(Judge)

首此登場於《虛空對手 #5》，面對蜥皮怪前來歸還檢察官並要求報償感到憤怒，斥責他竟敢踏上昆特紗，並威脅要將其餵給鯊魚精。在《虛空對手 #6》中對於澤頓尼亞的存在感到驚訝，並稱其為「反叛的孩子」。在跟蹤羅德的船抵達阿戈里星後，決定返回母星向議會報告。
此角色首次登場在1986年的《變形金剛大電影》中，其造型和本作設定相當符合。
- 科學家

首次登場於《虛空對手 #9》，請來五面法官以向其報告關於達拉克和索利雅的拼湊船的發覺進展，表示其中的金屬非常罕見、苦以追溯回古賽博坦，而蜥皮怪所稱的「澤頓尼亞」可能跟三重澤塔有關，不過因為提及「三重澤塔」的名字而遭面法官電擊而死。

#### 其他
- 蜥皮怪(Skuxxoid)

首次登場在《虛空對手 #3》中，長相類似豬和蛇的混合體的外星人。被昆特紗檢察官稱為「宇宙公害」。
擁有一艘名為類石船（Rockeroid）的巨大太空船，外部偽裝成小行星、有許多巨大的機械爪可以抓取太空中的漂浮物。
在太空抓抓取了索麗拉和達拉克的飛船，誤以為兩人有賞金，在與其首次交手後被索麗拉擊倒，透過船上的設備追蹤他們，並放出昆特紗蠍與其交戰。之後發現兩人並沒有被懸賞，因此放他們走，並用一艘星雲星飛船與其交換他們搭乘過來的拼湊太空船，因為澤頓人和阿戈里人的太空船是以相當稀有的金屬建造的，甚至送給他們一些食物。
在放走達拉克和索麗拉後試著用昆特紗檢察官換取報酬，但是在賽博坦面對震盪波交涉失敗、並被驅離。隨後在昆特紗星上更遭到威脅被鯊魚精咬死，不過提及手上握有一艘阿戈里和澤頓太空船而引起昆特紗法官的注意，再將索麗拉和達拉克的船送給五面法官之後保住性命並離開昆特紗星。之後在太空站和廝來傻多見面、說明自己為何失去合金，並和羅德交代了事情的過程。在羅德離開後表示自己已經經歷「太多冒險了」，並打算回家陪老婆和小孩。之後也順利回到家，不過家裡空無一人，但他並不意外，只是感到難過。下一次出現是在查爾星(Chaar)上、接受鮑許的雇用去偷走某樣東西，但是覺得被監視了。《在虛空對手 #15》中抓獲派索娜的船。
此角色最早出現在變形金剛G1動畫中，作為宇宙雇傭兵，曾多次被昆特紗人雇用。由柯瑞‧巴頓（Corey Butron）聲演，其在多部變形金剛作品中為多名角色配音。
- 廝來傻多(Slizardo)

首次在《虛空對手 #3》中被提及，當時正在尋找一種特殊的材料，恰巧就是達拉克和索麗拉拼湊出來的太空船的材質，因此蜥皮怪同意將他們放走、以換取將他們的太空船賣給廝來傻多。
在《超能量宇宙特刊 2024》中首次出場，其外觀和動畫中十分相似，左眼上有一個眼罩。在一個太空站和蜥皮怪會面，質問其為何失去合金，在聽完蜥皮怪的解釋後原諒他，並表示自己現在正在和羅德合作，因為他出價最高。在羅德離去後留在太空站。
此角色首次出場於變形金剛G1動畫，和蜥皮怪一樣作為宇宙傭兵角色，一度和博派賞金獵人敵無雙(Devcon)成為搭檔，但後來被拋棄。在此版本中有辦法正常說話，但是一旦情緒激動講話就會變成一連串雜音，並且有拿槍指著別人的老習慣。
- 鮑許(Bosch)

首次在《虛空對手 #11》中登場。人形外星人，有和人類類似的體型和五官，穿戴金色和深紅色的外星服裝，皮膚略黃。
在查爾星和蜥皮怪談話，並雇傭他去偷走某樣東西。對於蜥皮怪質疑他的的工作能力感到不滿，不過他們確實是被監視著、蜥皮怪的直覺其實是正確的。
此角色首次出場是在G1動畫〈賭徒〉中，做為一個太空外星人賭徒登場，造型和本作中相當接近。由約翰‧史蒂文生(John Stephenson)配音。

## 獎項
| 獎項                           | 類別                                   | 刊物／刊號／個人                                                  | 結果 | 參考   |
| ------------------------------ | -------------------------------------- | ----------------------------------------------------------------- | ---- | ------ |
| 第36屆艾斯納獎（Eisner Award） | 最佳刊物（Best Continuing Series）     | 《變形金剛》系列，由丹尼爾‧華倫‧強森（Daniel Warren Johnson）創作 | 獲獎 | [ 61 ] |
| 第36屆艾斯納獎（Eisner Award） | 最佳編劇/藝術家（Best Writer／Artist） | 丹尼爾‧華倫‧強森，《變形金剛》系列                                | 獲獎 | [ 61 ] |
| 第36屆艾斯納獎（Eisner Award） | 最佳字體師（Best Lettering）           | 盧斯‧伍頓（Rus Wooton），包含《虛空對手》、《變形金剛》等等多系列 | 提名 | [ 61 ] |